# 秋田弁

秋田県の位置。

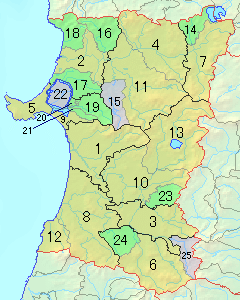
平成の大合併後の秋田県の市町村。橙色は市、緑色は町、紫色は村。薄い線は市町村境界。濃い線は郡境界または旧郡境界。1：秋田市　2：能代市　3：横手市　4：大館市　5：男鹿市　6：湯沢市　7：鹿角市　8：由利本荘市　9：潟上市　10：大仙市　11：北秋田市　12：にかほ市　13：仙北市

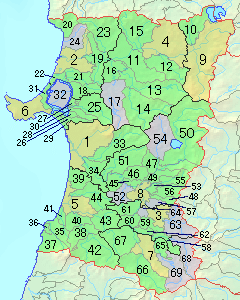
平成の大合併前の秋田県の市町村。1：秋田市　2：能代市　3：横手市　4：大館市　5：本荘市　6：男鹿市　7：湯沢市　8：大曲市　9：鹿角市

秋田弁（あきたべん）は、日本の秋田県で用いられている日本語の方言である。方言学では秋田方言（あきたほうげん）と呼ばれる。このページでは方言学的な文脈では秋田方言という名称を使用する。

## 区画

### 日本語方言内での位置付け

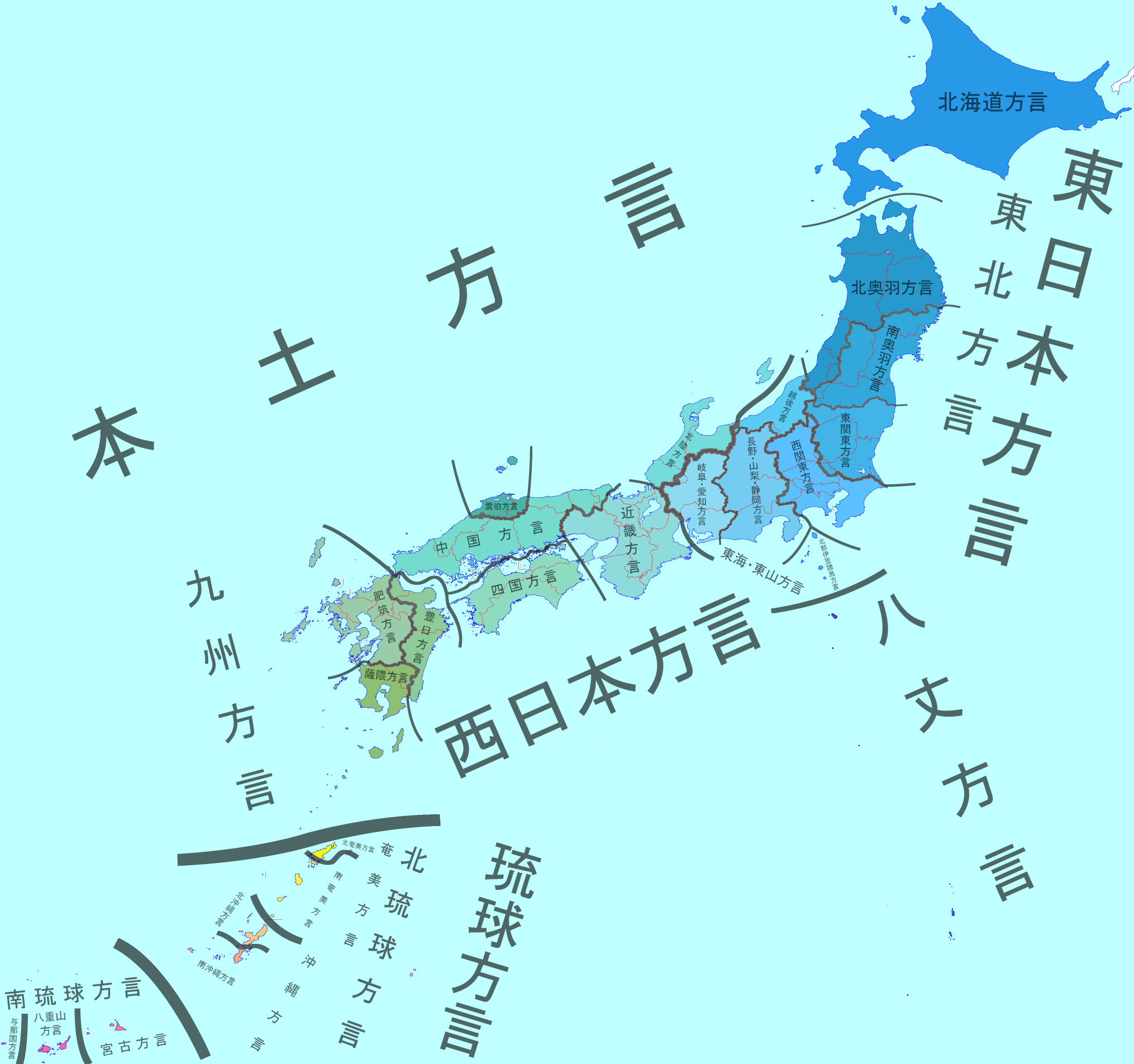
日本語の方言区分の一例。

日本語の方言の区画は方言区画論と呼ばれ、多くの方言学者により区画が発表されているが、大半の区画は東条操の案に近く、一般にも東条案に近いものが広く用いられている。日本語の方言の中では秋田方言は本土方言の中の東日本方言に、さらに東日本方言の中の東北方言に含まれる。東北方言は北奥羽方言（北奥方言）と南奥羽方言（南奥方言）に分けられる。秋田方言は青森県、岩手県中北部（旧南部藩地域）、山形県沿岸部（庄内地方）、新潟県阿賀北地域（阿賀野川以北）の方言とともに北奥羽方言に含められる。金田一春彦による案は、他の案と大きく異なり、近畿地方を中心として同心円状に内輪方言、中輪方言、外輪方言、南島方言と区画したものである。この区画は、近畿や四国などが音韻やアクセントの面で保守的であり、そこから離れるほど新しい変化が多いとしたものであるが、この区画では秋田方言は外輪方言に含められている。

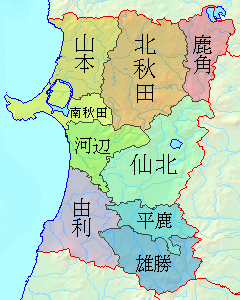
秋田方言の下位区分。

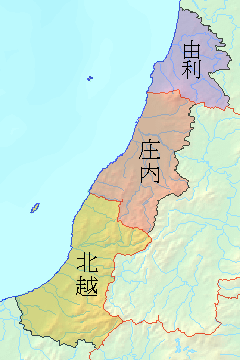
由利・庄内・北越方言圏。

### 秋田方言内の区画
秋田方言（秋田弁）は近隣の他県（青森県、山形県、岩手県など）の方言に比べると県内共通の特徴を持っていると認められるが、それでも例えば秋田県の北東端の鹿角地方と南西端の由利地方とでは明らかな地域差が認められる。
秋田方言の内部の区画としては、まず秋田県を南北に三分割して、「北部方言」「中央方言」「南部方言」を立てるものがある。このうち北部方言は鹿角地方、北秋田地方、山本地方の領域であり、中央方言は南秋田地方、河辺地方、南部方言は仙北地方、平鹿地方、雄勝地方、由利地方を含む範囲である。
鹿角地方と由利地方を独立させ、北部方言を鹿角方言と県北方言に、南部方言を県南方言と由利方言に分ける区画もある。鹿角地域は江戸時代には南部藩（盛岡藩）に属し、現在も語彙や文法などに旧南部藩領特有の表現が存在している。由利地方も亀田藩、本荘藩、矢島藩といった小藩が分立していた地域で、南に隣接する庄内方言との関係が深い。このように歴史を反映した言語の違いが見られる地域であり、方言の話し手の帰属意識などから見ても、これらの地域を独立させて扱うことができる。
由利方言の南に隣接する山形県沿岸部の庄内方言は、山形県内陸部の方言と様々な面でかなり異なって北奥羽方言的な色合いが濃く、秋田県の方言に連なる特徴が多い。この庄内方言と、さらに新潟県阿賀北地域の北越方言とを合わせて、「由利・庄内・北越方言圏」と呼ぶことがある。これは、東北方言的な発音が強く見られるにもかかわらず、他地域の東北方言で極めて使用頻度が高い推量・意思の「-ンベ」が全く現れず、推量と意思で別の表現（「-デロ」）を用いることや、秋田県や山形県の他地域で広く発達している聞き手尊敬の「-シ」（「-ス」）がほとんど用いられないことなどの特異性があるためである。
河川の流域から、鹿角方言と県北方言の地域を米代川流域方言、中央方言と県南方言を雄物川流域方言、由利方言を子吉川流域方言とする区分もある。また少数ながら、一部の語彙や語法に関して、海岸地帯と内陸地帯で違いが見られる場合もある。
以上の区画と、平成の大合併前後の自治体との対応関係を整理して示すと以下のようになる。
| 三区画   | 五区画   | 河川区画       | 二区分   | 地方       | 自治体（平成の大合併後）   | 自治体（大合併前） |
| -------- | -------- | -------------- | -------- | ---------- | -------------------------- | ------------------ |
| 北部方言 | 鹿角方言 | 米代川流域方言 | 内陸地帯 | 鹿角地方   | 鹿角市・鹿角郡             | 鹿角市・鹿角郡     |
| 北部方言 | 県北方言 | 米代川流域方言 | 内陸地帯 | 北秋田地方 | 大館市・北秋田市・北秋田郡 | 大館市・北秋田郡   |
| 北部方言 | 県北方言 | 米代川流域方言 | 海岸地帯 | 山本地方   | 能代市・山本郡             | 能代市・山本郡     |
| 中央方言 | 中央方言 | 雄物川流域方言 | 海岸地帯 | 南秋田地方 | 男鹿市・南秋田郡           | 男鹿市・南秋田郡   |
| 中央方言 | 中央方言 | 雄物川流域方言 | 海岸地帯 | 河辺地方   | 秋田市                     | 秋田市・河辺郡     |
| 南部方言 | 県南方言 | 雄物川流域方言 | 内陸地帯 | 仙北地方   | 仙北市・大仙市・仙北郡     | 大曲市・仙北郡     |
| 南部方言 | 県南方言 | 雄物川流域方言 | 内陸地帯 | 平鹿地方   | 横手市                     | 横手市・平鹿郡     |
| 南部方言 | 県南方言 | 雄物川流域方言 | 内陸地帯 | 雄勝地方   | 湯沢市・雄勝郡             | 湯沢市・雄勝郡     |
| 南部方言 | 由利方言 | 子吉川流域方言 | 海岸地帯 | 由利地方   | 由利本荘市・にかほ市       | 本荘市・由利郡     |

## 音韻
秋田方言の音韻（発音）は、他地域の東北方言にも言えることであるが、共通語との差が大きい。以下では、発音表記に国際音声記号 (IPA) を用い、音素は / / で、具体的音声は [ ] で囲んで表記する。

### ありがちな誤解
共通語における語頭以外のカ行が秋田弁でガ行になる際、鼻濁音の「ガ」になると、しばしば誤解されるが、正しくは濁音の「ガ」に変化する。
また、共通語におけるカ行やタ行は、秋田弁においてガ行やダ行に変化するが、条件があり、すべて変化するわけではない。たとえば、「おととい」、「弟」は、それぞれ「オドトイ」、「オドート」となり、「運転手」は撥音の直後にタ行があるため変化しない。「秋田」は、「キ」の母音が無声化するため「アキタ」のままである。ただし「キ」の音を、「キ」と「シ」の中間のような音で発音する県民も多い。
なお、共通語におけるガ行の濁音・鼻濁音の発音は、秋田弁になってもそのまま引き継がれる。たとえば、「楽器」も「上がる」も、共通語と同じ発音である。また、共通語の「ハガキ」は、「キ」が「ギ」（濁音）に訛って「ハガギ」となるが、「ガ」の部分の発音は、共通語でも秋田弁でも鼻濁音である。

### 母音

#### 単母音

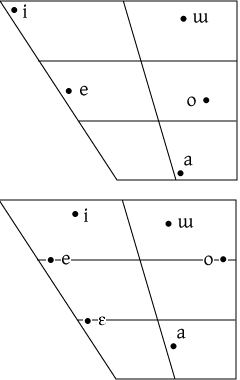
共通語と秋田方言の単母音の調音位置の模式図。上が共通語、下が秋田方言のもの。台形の左ほど舌の盛り上がりの位置が前であり、右ほど奥である。また台形の上ほど口の開きが小さく、下ほど大きい。母音の発音には年代差、地域差、個人差がある。

秋田方言の母音音素は、共通語より1つ多い、/a/ 、/i/ 、/u/ 、/e/ 、/ɛ/ 、/o/ の6つが認められる。 /a/ 、/o/ は共通語のア、オと比べて口の開き方がやや狭い傾向があるが、聴覚上はそれほど違いが目立つものではない。しかし、他の4つの母音はいずれも共通語にない非常に特徴的な発音である。
共通語のイは非円唇前舌狭母音の /i/ であるが、秋田方言の /i/ の音声はかなり中舌寄りの [ï] である。また、共通語のウは唇の丸めが弱い非円唇後舌狭母音の [ɯ] でありやや中舌寄りであるが、秋田方言ではさらに唇の丸めが弱く中舌寄りの [ɯ̈] である。そのため、/i/ と /u/ は共通語のイとウよりも互いに近く発音される。
子音 /s/ 、/c/ 、/z/ と結合した場合には、/i/ と /u/ が /i/ に統合されており、共通語のシとスにあたる音節は [sï] 、チとツにあたる音節は [ʦï] （語中では [zï]）、ジとズにあたる音節は [ʣï] （語中では [ ̃ʣï]）と発音されて区別がない。/su/ 、/cu/ 、/zu/ という音節が欠如しているとみなすことができ、これは北奥羽方言に共通する特徴である。しかし個人によっては南奥羽方言のようにどちらも母音を [ɯ̈] と発音する話者も存在する。 この特徴を持った方言は一般にはズーズー弁として知られている。また、文字教育を受けた現代の高年層・中年層の中には、シ・チ・ジを [sï] 、[ʦï] 、[ʣï] と発音し、ス・ツ・ズを [sɯ̈] 、[ʦɯ̈] 、[ʣɯ̈] と発音して区別していると意識している者も存在する。
共通語のエは非円唇前舌半狭母音 [e] と 非円唇前舌半広母音 [ɛ] の中間の [e̞] であるが、秋田方言の /e/ の発音は共通語よりやや狭く、基本母音 の [e] とほぼ等しい。
/i/ と /e/ が子音と結合せず母音単独の場合はどちらも /e/ と発音され区別がない。つまり共通語のイとエにあたる音節の区別がない。具体的な発音は[e̞] や [e] 、 [ɪ] のような発音でやや幅がある。しかし、高年層では、「胃」「胆」のようにイという母音単独で語を形成する場合に限り、直前に軽い摩擦音を伴って [ʲï] や [ɾï] と発音される傾向が強く、「絵」「柄」は [e] と発音されて区別がある。やや世代が下がると、「胃」「胆」も [e] と発音されて区別されなくなる傾向がある。
共通語にない母音音素 /ɛ/ は、共通語のアイ、アエにあたる連母音が融合してできたものであり、他の母音音素に比べて安定していない。世代が下がると /e/ との区別が失われる傾向にあり、中年層でも既に区別しない発音が一般的である。

#### 連母音
共通語の /ai/ 、/ae/ は融合して /ɛ/ となっており、[ɛ] や [æ] のように発音される。発音時間は短音から長音の間で一定していない。秋田方言に元々存在しなかった新しい語彙では融合せず、[ae] （アエ）になることが普通である。また、米代川の上流地域では普通の語でも融合しない /ai/ が優勢な地点が多い。
共通語の /oi/ 、/oe/、/ie/、/ue/ はしばしば融合して /e/ になっており、/ui/ は融合して /i/ になっていることが多い。動詞の終止・連体形に現れる /au/ と /ou/ は融合しない。

#### 母音の無声化
共通語のイとウにあたる狭母音の /i/ と /u/ は、無声子音に挟まれた場合や、無声子音と結合して語末に位置した場合に母音の無声化を起こす（IPAでは母音の下に。を付けて表す）。例えば「北」は [kɕï̥ta] 、「櫛」は [kɯ̥̈sï] 、「茄子」は [nasï̥] のように発音される。この条件を満たす場合でも、/i/ や /u/ を含む音節がアクセントの上で高く発音される場合は無声化が起こらない。

### 子音
秋田方言の子音音素は共通語と同じ /k/ 、/s/ 、/t/ 、/c/ 、/n/ 、/h/ 、/m/ 、/r/ 、/ɡ/ 、/d/ 、/b/ 、/p/ が、また半母音として /j/ と /w/ が認められる。

#### 直音
直音とは拗音や促音、撥音以外の音節を指す。
共通語のカ行にあたる /k/ 、タ・テ・トにあたる /t/ 、チ・ツにあたる /c/ は、語頭ではそれぞれ [k] 、[t] 、[ʦ] と発音される。語中では後述するように有声化が起こり、それぞれ [ɡ] 、[d] 、[z] と発音される。/ki/ は強い摩擦音を伴って、語頭で [kɕï] 、語中で [ɡʑï] と発音される。
共通語のガ行にあたる /ɡ/ 、ダ・デ・ドにあたる /d/ 、ザ行にあたる /z/ 、バ行にあたる /b/ は、語頭ではそれぞれ [ɡ] 、[d] 、[ʣ] 、[b] と発音される。語中では後述するように鼻音化が起こり、それぞれ [ŋ] 、[ ̃d] 、[ ̃ʣ] 、[ ̃b] と発音される。/ɡi/ は /ki/ と同様に強い摩擦音を伴って、語頭で [ɡʑï] 、語中で [ŋʑï] と発音される。
共通語のサ行にあたる /s/ 、ザ行にあたる /z/ は、シ・ス、ジ・ズにあたる場合に合一してそれぞれ /si/ 、/zi/ となっており、 [sï] （シ）、[ʣï] （ジ）と発音される。共通語のシ・ジより母音が中舌寄りで、子音の口蓋化がないため、ス・ズにも近く聞こえる。一方、共通語のセ、ゼにあたる /se/ 、/ze/ の場合には、子音が口蓋化し [ɕe] （シェ）、[ʥe] （ジェ）のように発音される。/se/ はさらに [çe] （ヒェ）、[he] （ヘ）と発音されることもある。/s/ は語中でも有声化しない。
共通語のハ行にあたる /h/ は、ハ、ホにあたる /ha/ 、/ho/ は [ha] および [ho] と発音され、フにあたる [hu] は [ɸɯ̈] と発音されて 共通語とほぼ同じだが、ヒにあたる /hi/ と ヘにあたる /he/ が唇の丸めを伴って [ɸï] （フィ）、[ɸe] （フェ） と発音されることがあるのが異なる。

#### 拗音
拗音とは子音が硬口蓋化や円唇化されたもので、硬口蓋化されたものを開拗音、円唇化されたものを合拗音という。現代共通語には開拗音しかない。

##### 開拗音
開拗音は共通語と同じようにキャ行、シャ行、チャ行、ニャ行、ヒャ行、ミャ行、リャ行、ギャ行、ジャ行、ビャ行、ピャ行にあたるものが存在する。シャ行、チャ行、ジャ行にあたる /sj/ 、/cj/ 、/zj/ はそれぞれ口蓋化した [ɕ] 、[ʨ] 、[ʥ] と発音され共通語と同じである。/hi/ 、/he/ が唇の丸めを伴って発音されるのと同様、ヒャ行にあたる /hj/ も唇の丸めを伴って [ɸʲ] と発音されることがある。

##### 合拗音
共通語のカ 、ガにあたる音節のうち、歴史的仮名遣で「くわ」「ぐわ」と表記されるものが、秋田方言においては [kʷa] （クヮ）、[ɡʷa] （グヮ）と発音される。これを合拗音という。合拗音は中世初期に漢字音に伴って取り入れられ定着したものである。江戸時代半ばには江戸や京都では直音のカ、ガと区別がなくなったが、秋田方言では高年層には歴史的仮名遣に対応する区別が残っている。例えば「火事」（歴史的仮名遣でくゎじ）と「家事」（かじ）はそれぞれ [kʷa ̃ʣï] （クヮンジ）と [ka ̃ʣï] （カンジ）で区別がある。
本来は合拗音は漢字音にしか現れない音だが、秋田方言では /kuwa/ から /kwa/ への変化により和語にも合拗音が現れる場合がある。例えば「食わない」が [kʷanɛ] （クヮネァ）、「桑」や「鍬」が [kʷa] （クヮ）となることがある。
合拗音は日本の各地に残っていたが、ほとんどの地域で衰退が著しく、秋田方言でも同様である。現在では合拗音の発音は高年層の一部に僅かに見られるのみになっており、カ・ガで発音されるのが普通になっている。

#### 有声化と鼻音化
秋田方言では、共通語のカ行にあたる /k/ 、タ・テ・トにあたる /t/ 、チ・ツにあたる /c/ は語中で有声化（濁音化）して、それぞれ [ɡ] 、[d] 、[z] と発音される。サ行にあたる /s/ やパ行にあたる /p/ は有声化しない。
この有声化は、促音（ッ）や撥音（ン）の直後の子音には起こらない。長音の直後の場合は有声化するのが普通だが、稀に有声化しない場合もある。また直前の母音が無声化する場合は、[kɕï̥ta] （北）、[sï̥ta] （舌）のように子音は有声化しない。しかし、「口」（/kuci/）、「机」（/cikue/）のように、子音を挟んで狭母音が連続する場合に、母音の無声化が起こらずに子音の有声化が起こり、[kɯ̈zï] （クジ）、[ʦïɡɯ̈e] （チグエ）のように発音される場合がある。
語中では共通語のガ行にあたる /ɡ/ 、ダ行にあたる /d/ 、ザ行にあたる /z/ 、バ行にあたる /b/ が鼻音化して、それぞれ [ŋ] 、[ ̃d] 、[ ̃ʣ] 、[ ̃b] と発音される。鼻音化も撥音の直後では起こらない。
語中では /k/ 、/t/ 、/c/ が 有声化する一方、/ɡ/ 、/d/ 、/z/ が鼻音化するため、語中での /k/ と /ɡ/ は鼻濁音か非鼻濁音かで区別され、/t/ と /d/ 、/c/ と /z/ は前鼻音の有無で区別されるため、語中でも元々の濁音と有声化により生じた濁音が混同されることはない。前鼻音は特に早い発話ではしばしば直前の母音と融合して鼻母音のように発音される。
鼻音化は古い音の残存であるが、現在は急速に衰退しつつあり、中年層ではあまり見られず、若年層では消滅している。ただし語中の /ɡ/ が [ŋ] と発音される傾向は若年層においても非常に強い。有声化は鼻音化と比較するとよく保たれているが、それでも若年層では衰退しつつある。

### 特殊音素
秋田方言には、共通語と同じく、/ɴ/ （ン、撥音）、/Q/（ッ、促音）、/R/ （ー、長音）といった特殊音素が認められる。このうち /ɴ/ は、共通語や多くの方言では語頭に現れないが、秋田方言では語頭にも立つことができる。例えば /ɴda/ （そうだ）や /ɴɡa/ （お前）、/ɴmɛ/ （甘い）などの例がある。
日本語の方言は、撥音、促音、長音がカ、キャのような音節と同じ時間で発音され、発音に一定の時間的単位である拍（モーラ）が認められる「モーラ方言」と、撥音、促音、長音が直前の音節に従属し、等間隔のリズムが十分に存在しない「シラビーム方言」に分けられる。共通語や多くの方言はモーラ方言であるが、秋田方言はシラビーム方言に属する。例えば「学級新聞」は共通語では「ガ・ッ・キュ・ー・シ・ン・ブ・ン」と8つに区切られるが、秋田方言では「ガッ・キュー・シン・ブン」と4つに区切られ、共通語よりかなり短く発音される。特に長音が短く発音される傾向が著しい。。

### 音韻体系
伝統的な秋田方言に現れる音節を整理すると以下のようになる。上から音素、代表的な音声、このページで用いる仮名表記の順に記す。
| 子音 | 母音                      | /a/         | /i/         | /u/        | /e/         | /ɛ/         | /o/        | /ja/         | /ju/         | /jɛ/            | /jo/         |
| ---- | ------------------------- | ----------- | ----------- | ---------- | ----------- | ----------- | ---------- | ------------ | ------------ | --------------- | ------------ |
| /Ø/  | 音素                      | /a/         | （/i/）     | /u/        | /e/         | /ɛ/         | /o/        | /ja/         | /ju/         | /jɛ/            | /jo/         |
| /Ø/  | 音声                      | [a]         | （[ï]）     | [ɯ̈]        | [e]         | [ɛ]         | [o]        | [ja]         | [jɯ̈]         | [jɛ]            | [jo]         |
| /Ø/  | 表記                      | ア          | （イ）      | ウ         | エ          | エァ        | オ         | ヤ           | ユ           | イェァ          | ヨ           |
| /k/  | 音素                      | /ka/        | /ki/        | /ku/       | /ke/        | /kɛ/        | /ko/       | /kja/        | /kju/        | -               | /kjo/        |
| /k/  | 音声（語頭） 音声（語中） | [ka] [ɡa]   | [kɕï] [ɡʑï] | [kɯ̈] [ɡɯ̈]  | [ke] [ɡe]   | [kɛ] [ɡɛ]   | [ko] [ɡo]  | [kʲa] [ɡʲa]  | [kʲɯ̈] [ɡʲɯ̈]  | -               | [kʲo] [ɡʲo]  |
| /k/  | 表記（語頭） 表記（語中） | カ ガ       | キ ギ       | ク グ      | ケ ゲ       | ケァ ゲァ   | コ ゴ      | キャ ギャ    | キュ ギュ    | -               | キョ ギョ    |
| /ɡ/  | 音素                      | /ɡa/        | /ɡi/        | /ɡu/       | /ɡe/        | /ɡɛ/        | /ɡo/       | /ɡja/        | /ɡju/        | -               | /ɡjo/        |
| /ɡ/  | 音声（語頭） 音声（語中） | [ɡa] [ŋa]   | [ɡʑï] [ŋʑï] | [ɡɯ̈] [ŋɯ̈]  | [ɡe] [ŋe]   | [ɡɛ] [ŋɛ]   | [ɡo] [ŋo]  | [ɡʲa] [ŋʲa]  | [ɡʲɯ̈] [ŋʲɯ̈]  | -               | [ɡʲo] [ŋʲo]  |
| /ɡ/  | 表記（語頭） 表記（語中） | ガ カ゜     | ギ キ゜     | グ ク゜    | ゲ ケ゜     | ゲァ ケ゜ァ | ゴ コ゜    | ギャ キ゜ャ  | ギュ キ゜ュ  | -               | ギョ キ゜ョ  |
| /s/  | 音素                      | /sa/        | /si/        | -          | /se/        | /sɛ/        | /so/       | /sja/        | /sju/        | /sjɛ/           | /sjo/        |
| /s/  | 音声                      | [sa]        | [sï]        | -          | [ɕe]        | [sɛ]        | [so]       | [ɕa]         | [ɕɯ̈]         | [ɕɛ]            | [ɕo]         |
| /s/  | 表記                      | サ          | シ          | -          | シェ        | セァ        | ソ         | シャ         | シュ         | シェァ          | ショ         |
| /z/  | 音素                      | /za/        | /zi/        | -          | /ze/        | /zɛ/        | /zo/       | /zja/        | /zju/        | /zjɛ/           | /zjo/        |
| /z/  | 音声（語頭） 音声（語中） | [ʣa] [ ̃ʣa]  | [ʣï] [ ̃ʣï]  | -          | [ʥe] [ ̃ʥe]  | [ʣɛ] [ ̃ʣɛ]  | [ʣo] [ ̃ʣo] | [ʥa] [ ̃ʥa]   | [ʥɯ̈] [ ̃ʥɯ̈]   | [ʥɛ] [ ̃ʥɛ]      | [ʥo] [ ̃ʥo]   |
| /z/  | 表記（語頭） 表記（語中） | ザ ンザ     | ジ ンジ     | -          | ジェ ンジェ | ゼァ ンゼァ | ゾ ンゾ    | ジャ ンジャ  | ジュ ンジュ  | ジェァ ンジェァ | ジョ ンジョ  |
| /t/  | 音素                      | /ta/        | -           | -          | /te/        | /tɛ/        | /to/       | -            | -            | -               | -            |
| /t/  | 音声（語頭） 音声（語中） | [ta] [da]   | -           | -          | [te] [de]   | [tɛ] [dɛ]   | [to] [do]  | -            | -            | -               | -            |
| /t/  | 表記（語頭） 表記（語中） | タ ダ       | -           | -          | テ デ       | テァ デァ   | ト ド      | -            | -            | -               | -            |
| /c/  | 音素                      | /ca/        | /ci/        | -          | -           | -           | /co/       | /cja/        | /cju/        | /cjɛ/           | /cjo/        |
| /c/  | 音声（語頭） 音声（語中） | [ʦa] -      | [ʦï] [zï]   | -          | -           | -           | [ʦo] -     | [ʨa] [ʑa]    | [ʨɯ̈] [ʑɯ̈]    | [ʨɛ] [ʑɛ]       | [ʨo] [ʑo]    |
| /c/  | 表記（語頭） 表記（語中） | ツァ -      | チ ジ       | -          | -           | -           | ツォ -     | チャ ジャ    | チュ ジュ    | チェァ ジェァ   | チョ ジョ    |
| /d/  | 音素                      | /da/        | -           | -          | /de/        | /dɛ/        | /do/       | -            | -            | -               | -            |
| /d/  | 音声（語頭） 音声（語中） | [da] [ ̃da]  | -           | -          | [de] [ ̃de]  | [dɛ] [ ̃dɛ]  | [do] [ ̃do] | -            | -            | -               | -            |
| /d/  | 表記（語頭） 表記（語中） | ダ ンダ     | -           | -          | デ ンデ     | デァ ンデァ | ド ンド    | -            | -            | -               | -            |
| /n/  | 音素                      | /na/        | /ni/        | /nu/       | /ne/        | /nɛ/        | /no/       | /nja/        | /nju/        | -               | /njo/        |
| /n/  | 音声                      | [na]        | [nï]        | [nɯ̈]       | [ne]        | [nɛ]        | [no]       | [nʲa]        | [nʲɯ̈]        | -               | [nʲo]        |
| /n/  | 表記                      | ナ          | ニ          | ヌ         | ネ          | ネァ        | ノ         | ニャ         | ニュ         | -               | ニョ         |
| /h/  | 音素                      | /ha/        | /hi/        | /hu/       | /he/        | /hɛ/        | /ho/       | /hja/        | /hju/        | /hjɛ/           | /hjo/        |
| /h/  | 音声                      | [ha]        | [ɸï]        | [ɸɯ̈]       | [ɸe]        | [ɸɛ]        | [ho]       | [ɸʲa]        | [ɸʲɯ̈]        | [ɸʲɛ]           | [ɸʲo]        |
| /h/  | 表記                      | ハ          | フィ        | フ         | フェ        | フェァ      | ホ         | フャ         | フュ         | フェァ          | フョ         |
| /b/  | 音素                      | /ba/        | /bi/        | /bu/       | /be/        | /bɛ/        | /bo/       | /bja/        | /bju/        | -               | /bjo/        |
| /b/  | 音声（語頭） 音声（語中） | [ba] [ ̃ba]  | [bï] [ ̃bï]  | [bɯ̈] [ ̃bɯ̈] | [be] [ ̃be]  | [bɛ] [ ̃bɛ]  | [bo] [ ̃bo] | [bʲa] [ ̃bʲa] | [bʲɯ̈] [ ̃bʲɯ̈] | -               | [bʲo] [ ̃bʲo] |
| /b/  | 表記（語頭） 表記（語中） | バ ンバ     | ビ ンビ     | ブ ンブ    | ベ ンベ     | ベァ ンベァ | ボ ンボ    | ビャ ンビャ  | ビュ ンビュ  | -               | ビョ ンビョ  |
| /p/  | 音素                      | /pa/        | /pi/        | /pu/       | /pe/        | /pɛ/        | /po/       | /pja/        | /pju/        | -               | /pjo/        |
| /p/  | 音声                      | [pa]        | [pï]        | [pɯ̈]       | [pe]        | [pɛ]        | [po]       | [pʲa]        | [pʲɯ̈]        | -               | [pʲo]        |
| /p/  | 表記                      | パ          | ピ          | プ         | ペ          | ペァ        | ポ         | ピャ         | ピュ         | -               | ピョ         |
| /m/  | 音素                      | /ma/        | /mi/        | /mu/       | /me/        | /mɛ/        | /mo/       | /mja/        | /mju/        | -               | /mjo/        |
| /m/  | 音声                      | [ma]        | [mï]        | [mɯ̈]       | [me]        | [mɛ]        | [mo]       | [mʲa]        | [mʲɯ̈]        | -               | [mʲo]        |
| /m/  | 表記                      | マ          | ミ          | ム         | メ          | メァ        | モ         | ミャ         | ミュ         | -               | ミョ         |
| /r/  | 音素                      | /ra/        | /ri/        | /ru/       | /re/        | /rɛ/        | /ro/       | /rja/        | /rju/        | -               | /rjo/        |
| /r/  | 音声（語頭） 音声（語中） | [ɺa] [ɾa]   | [ɺï] [ɾï]   | [ɺɯ̈] [ɾɯ̈]  | [ɺe] [ɾe]   | [ɺɛ] [ɾɛ]   | [ɺo] [ɾo]  | [ɺʲa] [ɾʲa]  | [ɺʲɯ̈] [ɾʲɯ̈]  | -               | [ɺʲo] [ɾʲo]  |
| /r/  | 表記                      | ラ          | リ          | ル         | レ          | レァ        | ロ         | リャ         | リュ         | -               | リョ         |
| /w/  | 音素                      | /wa/        | -           | -          | -           | /wɛ/        | -          | -            | -            | -               | -            |
| /w/  | 音声                      | [ɰa]        | -           | -          | -           | [ɰɛ]        | -          | -            | -            | -               | -            |
| /w/  | 表記                      | ワ          | -           | -          | -           | ウェァ      | -          | -            | -            | -               | -            |
| /kw/ | 音素                      | /kwa/       | -           | -          | -           | -           | -          | -            | -            | -               | -            |
| /kw/ | 音声（語頭） 音声（語中） | [kʷa] [ɡʷa] | -           | -          | -           | -           | -          | -            | -            | -               | -            |
| /kw/ | 表記（語頭） 表記（語中） | クヮ グヮ   | -           | -          | -           | -           | -          | -            | -            | -               | -            |
| /ɡw/ | 音素                      | /ɡwa/       | -           | -          | -           | -           | -          | -            | -            | -               | -            |
| /ɡw/ | 音声（語頭） 音声（語中） | [ɡʷa] [ŋʷa] | -           | -          | -           | -           | -          | -            | -            | -               | -            |
| /ɡw/ | 表記（語頭） 表記（語中） | グヮ ク゜ヮ | -           | -          | -           | -           | -          | -            | -            | -               | -            |

|      | 撥音 | 促音 | 長音 |
| ---- | ---- | ---- | ---- |
| 音素 | /ɴ/  | /Q/  | /R/  |
| 表記 | ン   | ッ   | ー   |

## 表記
秋田方言は公的に使われることがなく、正書法を持っていない。秋田方言を文字で表記したものとしては、方言学関係の書籍や論文、秋田方言による昔話を収録した書籍、秋田方言話者による個人的なウェブページなどがあるが、これらの表記法もまちまちである。その理由として、秋田方言の音韻が京都や東京のものと大きく違っており、仮名で表記することが容易でないことが挙げられる。例えば共通語の「い」と「え」、「し」と「す」、「ち」と「つ」、「じ」と「ず」などは秋田方言では互いに合流しており、共通語から見れば中間的な発音になっているし、語中で濁音化したカ行・タ行と、鼻音化したガ行・ダ行を書き分けることも仮名では容易ではない。ガ行鼻濁音には「カ゜」のように半濁点を付けたものが共通語の発音表記としても比較的普及しているが、ザ行、ダ行、バ行の入り渡り鼻音を仮名で表記する方法は確立していない。秋田方言の母音音素 /ɛ/ も共通語に存在しないため、表記方法に混乱が見られる。
この結果、学術的な目的でない文章では特に、「い」と「え」、「し」と「す」、「ち」と「つ」、「じ」と「ず」の表記が混乱していたり、語中で濁音化したカ行、タ行と鼻音化したガ行、ダ行の書き分けをしていなかったり、/e/ と /ɛ/ の区別をしていなかったりすることがしばしば見られる。
この項目では、方言学で一般的な方法に従い、「い」と「え」はエに、「し」と「す」はシに、「ち」と「つ」はチに、「じ」と「ず」はジに統一して表記し、語中で濁音化したカ行とタ行はガ行とダ行で、語中で鼻音化したガ行とダ行はカ゜行とンダ行で、/ɛ/ はエァのようにエ段にァを付けて表記する。音節ごとの表記は上記の音韻体系の表で示した仮名に従う。また共通語は平仮名で、秋田方言は片仮名で表記する。

## アクセント

### アクセント体系
日本語の方言には高低アクセントを持っている方言（有アクセント）と持っていない方言（無アクセント）があるが、秋田県は全域が有アクセントであり、東京式アクセントの体系を持っている。
秋田方言のアクセントの体系は、共通語と同じく、高さが下がる場所の位置と有無のみを弁別する体系であり、東京式アクセントの体系である。高さが下がる場所を下がり目、下がり目の直前の音節をアクセント核という。秋田方言で弁別される核は共通語や多くの方言と同じく下げ核（次の音節を下げる核）である。アクセントを特定の単語から離れて一般化して示すときは、拍または音節を○で示し、下げ核を○で表す。
典型的な秋田方言における一音節語から四音節語までの語には、以下のような型の区別があり、n音節語にはn+1種類の型がある。○という音節がアクセント核であり、アクセント核は一語に一つもないか一つだけあるかのいずれかである。例えば○○は二音節で第一音節に下げ核がある語を表す。この体系は共通語と同じである。
| 核の位置 | 一音節語 | 二音節語 | 三音節語 | 四音節語 |
| -------- | -------- | -------- | -------- | -------- |
| なし     | ○        | ○○       | ○○○      | ○○○○     |
| 第一音節 | ○        | ○        | ○○○      | ○○○○     |
| 第二音節 |          | ○        | ○        | ○○○      |
| 第三音節 |          |          | ○○○      | ○○○      |
| 第四音節 |          |          |          | ○○○○     |

共通語では、○○、○○○のような核を持たない型は、単独の場合に「低高高…」のように第一拍と第二拍の間に上昇があり、「平板型」と呼ばれる。それに対し、秋田方言では「低低低…」のように上昇が見られず、低く平らに発音される。これを特に「低平型」という場合もある。
秋田方言のアクセントで特徴的なのは、一音節語において核を持たない○の型と核を持つ○の型とが、助詞を付けなくても区別できることである。共通語では単独の場合はどちらも平板な「高」となって区別ができないが、秋田方言では、○型は単独の場合は弱い下降が見られ、また母音の響きがやや後に残るように発音される。一方、○型は弱い上昇が見られ、また母音を急に短く切って止める。
二音節以上の語でも、○○、○○○のような核を持たない型（平板型）と、○○、○○○のような型（尾高型）は、助詞が付かない単独の場合には共通語では区別ができない。一方、秋田方言では平板型は低く平らであるかまたは最後がやや下がり気味で、最後の音節がやや長い発音になるのに対し、尾高型は最後の音節がやや上がり気味で、最後の音節が短く切れるように発音されて区別がある。秋田県北部では尾高型の最後の音節にはっきりとした下降が見られる。

### 他方言との対応
現代の日本語の諸方言のアクセントは、11世紀末から12世紀の『類聚名義抄』に記録されているようなアクセント体系が変化して派生したと考えられている。当時の京都のアクセント体系は高起式と低起式を区別し、上げ核と下げ核を弁別するものだったと考えられている。現代の京都アクセントは高起式と低起式を区別し、下げ核を弁別するものである。また東京アクセントや秋田アクセントは下げ核のみを弁別するものである。
院政時代の京都アクセントは現代のほとんどの方言よりも区別する型の種類が多い複雑なものだった。院政時代の京都アクセントにあった型の区別を「類」という。例えば二拍名詞には五つの類があり、一類、二類、三類、四類、五類のように呼ばれている。現代の諸方言は「類」の区別が統合した姿をしている。また、語が持つ母音や子音などの条件によって類が複数の型に分裂している例もある。
秋田のアクセントは、名詞の類の統合の仕方などが東京などと異なり、東京式アクセントの中の「外輪東京式」に分類される。一方共通語アクセントは「中輪東京式」である。外輪東京式の原型に近いものは大分県や愛知県豊橋市などに分布する。秋田のアクセントは外輪東京式の原型から、核の直後の音節が広母音（ア・ウ・オ）を持つ場合に限り核の一音節後退を起こした変種である。

#### 名詞
院政時代の京都アクセント、現代東京アクセント、現代秋田アクセントの対応関係を音節数ごとに示す。アクセント体系上の弁別単位を上段に、具体的高低を下段に記す。京阪式アクセントについては、高起式をH、低起式をLで示す。また単独の形と助詞が付いた形を併記し、助詞のアクセントを括弧内に示す。ただし助詞のアクセントは院政時代には独立していたため、直前の名詞に従属するようになった鎌倉時代のものを記す。母音によって型が分裂する場合があるが、その場合はどの音節の母音により型が分裂するかを◎で示す。なお、名詞では秋田方言での音節数と共通語や他方言での拍数は基本的に一致するため、一音節名詞、二音節名詞はほぼ他方言の一拍名詞、二拍名詞に相当する。四音節以上では対応に例外が多いのでここでは取り上げない。

##### 一音節名詞
基本的に東京式アクセントの多くの地域と型が一致する。
| 類   | 院政         | 東京        | 秋田        | 所属語例                                                               |
| ---- | ------------ | ----------- | ----------- | ---------------------------------------------------------------------- |
| 一類 | H○ 高 高(高) | ○ 高 低(高) | ○ 降 低(低) | 柄・蚊・毛・子・血・戸・帆・実・世                                     |
| 二類 | H○ 降 高(低) | ○ 高 低(高) | ○ 降 低(低) | 名・葉・日・藻・矢                                                     |
| 三類 | L○ 低 低(高) | ○ 高 高(低) | ○ 昇 高(低) | 絵・尾・木・酢・背・田・手・菜・荷・根・野・火・穂・目・芽・湯・夜・輪 |

院政期京都アクセントには、一拍名詞に基本的に三種類の型があった。現代の東京や秋田では一類と二類のアクセントが同じになっており、一類と二類が平板型、三類が頭高型になっている。
このような類の統合の仕方は外輪東京式および中輪東京式と一致する。内輪東京式（名古屋や岡山など）は二類が頭高型になって三類に統合しており、東京や秋田とは異なる。

##### 二音節名詞
秋田方言のアクセントは共通語に近い面も多いが、二音節名詞のアクセントは北奥羽方言的色合いが濃く、共通語アクセントとの違いが目立つものとなっている。
| 類   | 院政              | 東京             | 秋田             | 秋田             | 所属語例 |
| 母音 |                   |                  | 狭母音           | 広母音           | |
| ---- | ----------------- | ---------------- | ---------------- | ---------------- | --- |
| 一類 | H○○ 高高 高高(高) | ○○ 低高 低高(高) | ○○ 低低 低低(低) | ○○ 低低 低低(低) | 飴・枝・顔・風・壁・霧・口・首・腰・坂・酒・皿・下・鈴・滝・竹・爪・鳥・西・庭・布・蝿・端・蜂・鼻・羽・膝・紐・蓋・星・水・道・虫・森・床・嫁 |
| 二類 | H○ 高低 高低(低)  | ○ 低高 低高(低)  | ○○ 低低 低低(低) | ○○ 低低 低低(低) | 痣・石・岩・歌・音・垣・型・紙・殻・川・北・串・蝉・旅・塚・次・蔦・弦・梨・夏・橋・旗・肘・人・昼・冬・町・村・雪                             |
| 三類 | L○○ 低低 低低(高) | ○ 低高 低高(低)  | ○ 低高 低高(低)  | ○ 低高 低高(低)  | 足・穴・網・泡・家・池・犬・色・腕・裏・鍵・皮・髪・草・靴・雲・米・塩・舌・島・霜・炭・谷・月・土・年・縄・波・墓・花・腹・耳・物・山・指・夢 |
| 四類 | L○ 低高 低高(高)  | ○ 高低 高低(低)  | ○◎ 高低 高低(低) | ○◎ 低高 低高(低) | 息・板・糸・稲・今・海・奥・傘・数・肩・鎌・今日・今朝・汁・隅・空・種・粒・苗・中・箸・肌・針・船・松・麦・屋根                               |
| 五類 | L○ 低降 低高(低)  | ○ 高低 高低(低)  | ○◎ 高低 高低(低) | ○◎ 低高 低高(低) | 秋・汗・雨・鮎・井戸・桶・影・蜘蛛・鯉・声・琴・猿・足袋・露・鶴・鍋・春・鮒・窓・婿・夜                                                       |

秋田方言の二音節名詞のアクセントで注目すべきことは、二類が一類と統合して平板型になっていることである。これは外輪東京式の重要な特徴であり、二類が三類と統合して尾高型になっている中輪東京式や内輪東京式と大きく異なる点である。
四類と五類は京阪式アクセントの地域では区別があるが、東京式アクセントの地域では区別がなく、秋田でも類としては統合している。しかし秋田では、類としては一つに統合した四類と五類が、第二音節の母音の条件によって二つの型に分裂しており、第二音節の母音が広母音（ア・ウ・オ）である語は尾高型に、狭母音（イ・ウ）である語は頭高型になる傾向が強く認められる。これは、東京や大分のように頭高型に統合してから、二音節目が広母音の場合に限って核の一音節後退が起こり型が分裂したものである。このため、二音節目が広母音の語では、三類と四類・五類の統合が起こっている。

##### 三音節名詞
秋田方言の三音節名詞のアクセントは類の統合の形では外輪東京式の色合いが濃いものの、二次変化として広母音への核後退が起きたため独特なものになっている。
| 類   | 院政                   | 東京                  | 秋田                  | 秋田                  | 所属語例                                                                                 |
| 母音 |                        |                       | 狭母音                | 広母音                |                                                                                          |
| ---- | ---------------------- | --------------------- | --------------------- | --------------------- | ---------------------------------------------------------------------------------------- |
| 一類 | H○○○ 高高高 高高高(高) | ○○○ 低高高 低高高(高) | ○○○ 低低低 低低低(低) | ○○○ 低低低 低低低(低) | 霰・筏・田舎・鰯・夫・柏・形・着物・車・煙・氷・衣・舅・印・使い・隣・額・昔・柳         |
| 二類 | H○○ 高高低 高高低(低)  | ○○○ 低高高 低高高(低) | ○○○ 低低低 低低低(低) | ○○○ 低低低 低低低(低) | 間・小豆・毛抜き・桜・翼・釣瓶・蜥蜴・二つ・二人・緑・ 百足・昨夜                        |
| 三類 | H○○○ 高低低 高低低(低) | ○○○ 高低低 高低低(低) | ○○○ 低低低 低低低(低) | ○○○ 低低低 低低低(低) | 鮑・黄金・小麦・栄螺・力・二十歳・岬                                                     |
| 四類 | L○○○ 低低低 低低低(高) | ○○○ 低高高 低高高(低) | ○○○ 低低高 低低高(低) | ○○○ 低低高 低低高(低) | 頭・嵐・鼬・扇・男・表・女・鏡・刀・言葉・拳・暦・境・宝・鋏・林・東・光・袋・襖・仏・蕨 |
| 五類 | L○○ 低低高 低低高(高)  | ○○○ 高低低 高低低(低) | ○◎ 低高低 低高低(低)  | ○○◎ 低低高 低低高(低) | 朝日・油・五つ・命・鰈・胡瓜・欅・心・姿・簾・涙・錦・柱・眼・火箸                       |
| 六類 | L○○○ 低高高 低高高(高) | ○○○ 低高高 低高高(高) | ○◎○ 高低低 高低低(低) | ○◎○ 低高低 低高低(低) | 兎・鰻・烏・狐・雀・背中・高さ・狸・鼠・裸・誠・操・蚯蚓・蓬                             |
| 七類 | L○ 低高低 低高低(低)   | ○○○ 高低低 高低低(低) | ○◎○ 高低低 高低低(低) | ○◎○ 低高低 低高低(低) | 苺・後ろ・蚕・鯨・薬・便り・盥・椿・一人                                                 |

秋田の三音節名詞のアクセントは、一類と二類と三類が平板型に統合、四類が尾高型、五類が中高型、六類と七類が頭高型に統合した体系から変化したものと見られる。五類は三音節目の母音によって型が分裂し、広母音なら尾高型、狭母音なら中高型になる傾向がある。また六類と七類は二音節目の母音によって型が分裂し、広母音なら中高型、狭母音なら頭高型になる傾向がある。ただし厳密な傾向ではなく例外もある。
三音節名詞の尾高型は平板型との間を動揺しており、地域によっては四類の語全てや、五類で三音節目に広母音を持つ語を平板型で発音する話者も存在するようである。

#### 動詞
院政時代の京都アクセント、現代東京アクセント、現代秋田アクセントの動詞アクセントの対応関係を音節数ごとに示す。院政期には終止形と連体形のアクセントに違いがあったが、現代諸方言の終止形および連体形は院政期の連体形につながるため院政期の連体形のアクセントを示す。活用語尾の母音により同じ動詞でも核の位置が移動することがあるため、核の移動に関わる音節の位置を◎で示す。なお、動詞でも秋田方言での音節数と共通語や他方言での拍数は終止形では基本的に一致するため、二音節動詞、三音節動詞はほぼ他方言の二拍動詞、三拍動詞に相当する。

##### 二音節動詞

###### 一段動詞
| 類   | 院政     | 東京    | 秋田    | 秋田    | 所属語例               |
| 母音 |          |         | 狭母音  | 広母音  |                        |
| ---- | -------- | ------- | ------- | ------- | ---------------------- |
| 一類 | H○○ 高高 | ○○ 低高 | ○○ 低低 | ○○ 低低 | 着る・似る・煮る・寝る |
| 二類 | L○ 低高  | ○ 高低  | ○◎ 高低 | ○◎ 低高 | 見る                   |

秋田方言では、二音節で上一段活用および下一段活用をする動詞（一段動詞）の終止形・連体形においては、一類が平板型、二類が頭高型で共通語と同じような区別がある。
二類では、第一音節の直後に狭母音音節が来る場合は頭高形のままであるが、第一音節の直後に広母音音節が来る活用形では、第二音節へ核の後退が起こる。例えばミネァ（見ない）、ミデ（見て）、ミダ（見た）、ミレ（見ろ）では第二音節に核がある。。これは二音節の五段動詞や三音節以上の動詞の場合も同じである。

###### 五段・変格動詞
| 類   | 院政     | 東京    | 秋田    | 秋田    | 所属語例 |
| 母音 |          |         | 狭母音  | 広母音  | |
| ---- | -------- | ------- | ------- | ------- | --- |
| 一類 | H○○ 高高 | ○○ 低高 | ○○ 低低 | ○○ 低低 | 言う・行く・産む・売る・置く・押す・買う・嗅ぐ・貸す・刈る・聞く・消す・咲く・死ぬ・知る・する・釣る・飛ぶ・泣く・抜く・塗る・乗る・引く・拭く・踏む・焼く・呼ぶ・沸く・割る                   |
| 二類 | L○ 低高  | ○ 高低  | ○◎ 高低 | ○◎ 低高 | 会う・有る・打つ・折る・飼う・書く・勝つ・噛む・切る・食う・来る・漕ぐ・裂く・刺す・住む・立つ・付く・出る・研ぐ・取る・縫う・脱ぐ・飲む・這う・吐く・剥ぐ・降る・掘る・待つ・持つ・酔う・読む |

二音節五段動詞の終止形でも、一類が平板型、二類が頭高型で共通語と同じような区別がある。カ行変格活用の「来る」が二類と、サ行変格活用の「する」が一類と同じアクセントを持っていることも共通語と同じである。二類では、一段動詞と同じように、活用形によっては核の後退が起こる。
音便形を取るトッテ（取って）、トッタ（取った）のような形は音便の形によってアクセントが異なる。イ音便を取るカ行五段（書く、カエダ、カエデなど）やガ行五段（漕ぐ、コエダ、コエデ）では第二音節に核がある。原型のままのサ行五段（刺す、サシタ、サシテなど）は第一音節に核がある頭高型のままである。促音便を取るタ行五段（勝つ、カッタ、カッテなど）、ラ行五段（取る、トッタ、トッテなど）、ワ行五段（会う、アッタ、アッテなど）、撥音便を取るマ行五段（噛む、カンダ、カンデなど）などでは、促音や撥音が独立した拍を形成しないために二音節扱いになり、促音便では一音節あとのテ・デ、タ・ダへ核が後退する。

##### 三音節動詞

###### 一段動詞
| 類   | 院政        | 東京       | 秋田       | 秋田       | 所属語例 |
| 母音 |             |            | 狭母音     | 広母音     | |
| ---- | ----------- | ---------- | ---------- | ---------- | --- |
| 一類 | H○○○ 高高高 | ○○○ 低高高 | ○○○ 低低低 | ○○○ 低低低 | 上げる・当てる・荒れる・入れる・植える・埋める・変える・欠ける・枯れる・消える・暮れる・越える・捨てる・抜ける・濡れる・腫れる・負ける・曲げる・燃える・痩せる・止める |
| 二類 | L○○ 低低高  | ○ 低高低   | ○◎ 低高低  | ○○◎ 低低高 | 受ける・起きる・落ちる・下りる・掛ける・覚める・閉める・過ぎる・建てる・垂れる・閉じる・投げる・逃げる・伸びる・晴れる・吠える・褒める・見せる・漏れる・茹でる・分ける |

三音節の一段動詞は、一類が平板型、二類は中高型（起伏型）であり、共通語と同じ区別がある。三音節でも、二類では活用形により核の後退が起きる。

###### 五段動詞
| 類   | 院政        | 東京       | 秋田       | 秋田       | 所属語例 |
| 母音 |             |            | 狭母音     | 広母音     | |
| ---- | ----------- | ---------- | ---------- | ---------- | --- |
| 一類 | H○○○ 高高高 | ○○○ 低高高 | ○○○ 低低低 | ○○○ 低低低 | 上がる・遊ぶ・当たる・浮かぶ・踊る・終わる・歌う・送る・変わる・暮らす・殺す・探す・触る・沈む・進む・使う・続く・積もる・並ぶ・登る・運ぶ・拾う・曲がる・貰う・渡る・笑う           |
| 二類 | L○○ 低低高  | ○ 低高低   | ○◎ 低高低  | ○○◎ 低低高 | 余る・急ぐ・痛む・動く・思う・泳ぐ・帰る・乾く・曇る・下がる・騒ぐ・叩く・頼む・作る・包む・通る・届く・直る・盗む・残る・挟む・走る・払う・光る・響く・迷う・戻る・休む・破る・許す |
| 三類 | L○○○ 低高高 | ○ 低高低   | ○◎ 低高低  | ○○◎ 低低高 | 歩く・隠す・入る |

三音節の五段動詞も、一類が平板型、二類が中高型で、共通語と同じ区別がある。三音節の五段動詞には、他に例外的なアクセントを持つ三類があり、少数の語が属す。東京など多くの地域では二類に統合して中高型になっている。秋田でも秋田市では三類は中高型であるが、鹿角市では「歩く」に頭高型が見られる。
二類の「帰る」「通る」と三類の「入る」は、共通語では例外的に頭高型になっている。これは第二拍が母音単独拍でありアクセント核を置けないためである。秋田方言では、三音節に発音した場合は高年層では中高型になるが、中年層以下では頭高型になる。

#### 形容詞
院政時代の京都アクセント、現代東京アクセント、現代秋田アクセントの形容詞アクセントの対応関係を音節数ごとに示す。院政期は連体形のアクセントを示す。活用語尾の母音により同じ動詞でも核の位置が移動することがあるため、核の移動に関わる音節の位置を◎で示す。形容詞では終止形語尾イが語幹と融合して語形が一音節短くなっていることがあるため、両形のアクセントを示す。

##### 二音節形容詞
| 類   | 院政     | 東京   | 秋田   | 秋田 | 所属語例   |
| 融合 |          |        | 無し   | 有り |            |
| ---- | -------- | ------ | ------ | ---- | ---------- |
| 一類 | H○○ 高降 | ○ 高低 | ○ 高低 | ○ 昇 | 濃い       |
| 二類 | L○ 低降  | ○ 高低 | ○ 高低 | ○ 昇 | 無い・良い |

二音節形容詞には一類と二類があるが、現在も日常的に使われる形容詞で一類のものは「濃い」しかない。共通語や秋田方言では一類が二類に統合され、いずれも頭高型に発音される。秋田方言では語尾のイが独立性を失って全体が一音節のように発音されたり、ネァ（無い）、エ（良い）のように母音が融合したりすることがある。その場合は一音節名詞三類のように頭高型で発音される。ネァガッタ（無かった）のような形では第二音節に核が後退する。

##### 三音節形容詞
| 類   | 院政        | 東京       | 秋田       | 秋田    | 所属語例 |
| 融合 |             |            | 無し       | 有り    | |
| ---- | ----------- | ---------- | ---------- | ------- | --- |
| 一類 | H○○○ 高高降 | ○○○ 低高高 | ○○○ 低低低 | ○○ 低低 | 赤い・浅い・厚い・甘い・荒い・薄い・遅い・重い・硬い・軽い・辛い・遠い |
| 二類 | L○○ 低低降  | ○ 低高低   | ○ 低高低   | ○ 低高  | 青い・熱い・痛い・旨い・多い・痒い・辛い・臭い・黒い・寒い・渋い・白い・狭い・高い・近い・強い・長い・苦い・早い・低い・広い・深い・太い・古い・細い・脆い・安い・緩い・若い・悪い |

三音節形容詞は、一類が平板型、二類が中高型で共通語と同じような区別がある。三音節形容詞は、母音が融合して、アゲァ（赤い）、イデァ（痛い）のように二音節で発音されることがしばしばあるが、そのような場合は一類が平板型、二類が尾高型となり区別は維持される。二類の活用形では、タゲァグ（高く）、タゲァクテ（高くて）、タゲァガッタ（高かった）、タゲァンバ（高ければ）のように共通語では第一拍に核を持つ活用形が、秋田方言では第二音節に核がある。

## 文法
秋田方言の文法にも、様々な特徴的な現象が見られる。秋田県内でも地域差があり、また周辺の県と連続する現象もある。以下では日本語の共通語を平仮名で、秋田方言を片仮名で表記し、共通語と適宜対照しながら記述する。秋田方言として不適格な表現や、過去に存在したと思われるが現存しない形式などには*を付して記す。他の語に付属して用いられる語は「-ドゴ」のように-を付けて表記し、併用される形式は「コレ(ヨリ/ヨッカ) マシンダ」のように表記する。何かが存在しないことを示すのにはØを用いる。

### 用言
単独で文節を構成できる自立語のうち、動詞、形容詞、形容動詞など、活用をする品詞を用言という。秋田方言の用言の活用は、共通語に比べると単純化が進んでいる部分があり、特に形容詞はほとんど活用をしなくなっている。

#### 動詞
秋田方言の動詞の活用の種類は、共通語と同じく五段活用、上一段活用、下一段活用、カ行変格活用、サ行変格活用の5種類がある。上一段活用と下一段活用をまとめて一段活用と扱うこともある。
秋田方言の動詞の活用を表にして示すと以下のようになる。使用地域が限定されているものは括弧に入れて示す。秋田方言では終止形と連体形は動詞、形容詞、形容動詞のいずれにおいても全く差がないため、ここでは便宜上両者を合わせて「基本形」とする。また、意思を示すときに使われる形を「意向形」、連用形のうち五段動詞で音便が現れる形を「音便形」とする。
| 動詞         | 動詞         | 未然形                                                    | 連用形                | 基本形                                                          | 仮定形                  | 命令形        | 意向形                         | 音便形          |
| 活用         | 語例         |                                                           |                       |                                                                 |                         |               |                                |                 |
| ------------ | ------------ | --------------------------------------------------------- | --------------------- | --------------------------------------------------------------- | ----------------------- | ------------- | ------------------------------ | --------------- |
| 五段         | 書く         | カガ-                                                     | カギ-                 | カグ-                                                           | カゲ-                   | カゲ          | カゴ（ー）                     | ケァ- カエ-     |
| 上一段       | 見る         | ミ-                                                       | ミ-                   | ミル-                                                           | ミレ-                   | ミレ （キロ） | ミロ（ー）                     | ミ-             |
| 下一段       | 寝る         | ネ-                                                       | ネ-                   | ネル-                                                           | ネレ-                   | ネレ （ネロ） | ネロ（ー）                     | ネ-             |
| カ変         | 来る         | コ-                                                       | キ-                   | クル-                                                           | コエ- （クレ-） （ケ-） | コエ ケ       | クロ（ー） コロ（ー）          | キ-             |
| サ変         | する         | サ- （シ-）                                               | シ-                   | シル- シ-                                                       | シレ- シェ-             | シレ シェ     | シロ（ー） ショ（ー） ソ（ー） | シ-             |
| 後続する接辞 | 後続する接辞 | -ネァ -（サ）シェル -（ラ）レル （-（ラ）サル） （-ンバ） | -（中止） -テァ・デァ | -（終止） -（連体） -シ-・-ス -ンベ（シ） （-ンデロ） （-ガロ） | -ンバ                   |               | （-ンバヤ）                    | -テ・デ -タ・ダ |

意向形は意思や勧誘を表す場合に使われるが、県南部で多く使われ、県北部や中央部では基本形で代用されることが多い。
「-バ」は仮定形に接続して仮定条件を表すが、鹿角地方では、「-ンバ」が未然形に接続して「-なら」という仮定条件を表す用法がある。これは文語の未然形と已然形の区別に相当するものである。
ワ行五段活用は鹿角地方や北秋田地方ではラ行五段に変化している。一段活用では命令形が多くの地域でエ段になるのが特徴的である。ただし鹿角地方では共通語と同様のオ段である。カ変の仮定形には「コエ-」が多いが地域によっては「クレー」「ケ-」が用いられることもあり、また命令形には「コエ」と「ケ」が並存する。サ変は一段化への動きと五段化への動きが絡み合い複雑な様相を呈している。未然形が「サ-」となることと、基本形に「シ」（ス）、仮定形、命令形に「シェ」が用いられることがあるのが特徴的である。

#### 形容詞
秋田方言の形容詞は、語尾と語幹が母音融合を起こし、その形が語幹となってそこに語尾が付いていく点に特色があり、形容詞が活用をしないということができる。
秋田方言の形容詞の活用は以下のようになる。形容詞の活用形には動詞のような意向形、音便形はなく、また命令形も欠く。
| 形容詞       | （未然形）                                      | （連用形）                                      | （基本形）                                | （仮定形）        |
| ------------ | ----------------------------------------------- | ----------------------------------------------- | ----------------------------------------- | ----------------- |
| 高い         | タゲァ-                                         | タゲァ-                                         | タゲァ-                                   | タゲァ-           |
| 後続する接辞 | -ンベ -ガンベ （-ンデロ） （-ガロ） （-ゴッタ） | -グネァ -グネァガッタ -グテ -（ク）テモ -ガッタ | -（終止） -（連体） -ンドモ （-ンバッテ） | -ンバ -ケァ -ガラ |

以上のように、どのような語が付いても、形容詞は基本形相当の形のまま変化しない。共通語の「高く」「高くて」などにあたる形には「タゲァグ」「タゲァグテ」のような形が現れるが、「高くて」にあたる表現には「タゲァフテ」「タゲァシテ」のような形もあり、また「-グ」は「ヨメルグナル」（読めるようになる）のように動詞にも付くことができるので、独立の接辞とみなすことができる。
多くの地域で推量を表す「-ンベ」や「-ガンベ」、由利地方の「-ンデロ」「-ガロ」、鹿角地方の「-ゴッタ」も基本形と同じ形に接続する。また共通語の「-ければ」にあたる形も、基本形と同じ形に「-ンバ」などが接続した形で表される。

##### 形容詞化
秋田方言には、擬音語・擬態語から形容詞を派生することができる語尾「-ジ」「-デァ」「-デ」があり、形容詞と同じように語尾が付いて様々な意味を表す。「-デァ」「-デ」は主に沿岸部で、「-ジ」は主に内陸部で用いられる傾向がある。

#### 形容動詞
形容動詞の活用形は以下のようになる。
| 形容動詞     | 連用形    | 連用形 | 連用形            | 基本形                                          | 仮定形        |
|              | 連用形    | テ形   | タ形              |                                                 | バ形          |
| ------------ | --------- | ------ | ----------------- | ----------------------------------------------- | ------------- |
| 静か         | -ニ       | -ンデ  | -ンデアッ -ンダッ | -ンダ （-ナ）                                   | -ンダ （-ナ） |
| 後接する接辞 | -（用言） | -ネァ  | -タ               | -（終止） -（体言） -ンベ （-ンデロ） （-ガロ） | -ンバ         |

共通語では形容動詞の場合に限って、終止形は「-だ」、連体形は「-な」で区別があるが、秋田方言では終止の場合も連体接続の場合も「-ンダ」と同じ形を用いることが特徴的である。また「-なら」にあたる仮定の形も「-ンダンバ」となる。ただし県南部では共通語と同様に連体接続の場合に「-ナ」を用い、仮定に「-ナンバ」を用いる傾向がある。
共通語の「-だった」にあたる「タ形」は、秋田方言では県北部から中央部にかけて「-ンデアッタ」を、県南部で「-ンダッタ」を用いる傾向がある。また、否定の形には共通語では「-ではない」のように「テ形」と「-ない」の間に「-は-」が入るが、秋田方言では「-ンデネァ」のように「-ンデ」に直接「-ネァ」が接続する。

#### 助動詞
活用する助動詞としては、共通語とほぼ同様のものがある。受身・可能などを表す「-(ラ)レル」（共通語の「-(ら)れる」、使役を表す「-(サ)シェル」（「-(さ)せる」、否定を表す「-ネァ」（「-ない」）、願望を表す「-テァ」（-たい）、断定を表す「-ンダ」（「-だ」）などである。その他に秋田方言に特徴的な助動詞として、県北部で自発を表す「-(ラ)サル」がある。

### 体言
単独で文節を構成できる自立語のうち、活用がない名詞、副詞、連体詞、接続詞、感動詞などの品詞を体言という。

#### 名詞
名詞には固有名詞、普通名詞、代名詞、形式名詞などの種類がある。秋田方言の名詞の働きは共通語と同じである。

##### 人称代名詞
秋田方言の一人称には、男女ともに「オラ」（または「オエ」）が用いられる。二人称には「オメァ」が最も普通に用いられ、目上には「アンダ」、目下には「ンカ゜」が用いられる。三人称には、指示代名詞と同じ「コレ」「ソレ」「アレ」（または「コエ」「ソエ」「アエ」）と、「コエジ」「ソエジ」「アエジ」がある。不定称には「ダレ」（または「ダエ」）、「ドエジ」、「ドナダ」がある。

##### 指示代名詞
秋田方言の指示代名詞の体系は以下のようになる。
|        | 近称       | 中称       | 遠称           | 不定称            |
| ------ | ---------- | ---------- | -------------- | ----------------- |
| 事物   | コレ・コエ | ソレ・ソエ | アレ・アエ     | ドレ・ドエ        |
| 場所   | コゴ       | ソゴ       | アソゴ・アッコ | ドゴ              |
| 方向   | コッチ     | ソッチ     | アッチ         | ドッチ            |
| 人称   | コエジ     | ソエジ     | アエジ         | ドエジ            |
| 連体詞 | コノ       | ソノ       | アノ           | ドノ              |
| 連体詞 | コンタ     | ソンタ     | アンタ         | ドンタ ナンタ     |
| 副詞   | コー       | ソー       | アー           | ドー ナント       |
| 副詞   | コンタニ   | ソンタニ   | アンタニ       | ドンタニ ナンタニ |

場所を表す指示代名詞の遠称は、共通語では「あそこ」であるが、秋田方言では「アソゴ」の他に「アッコ」という形がある。近称、中称、不定称に場所を示す助詞「-サ」が付いた場合、「コサ」「ソサ」「ドサ」という形になることがある。
共通語の「こんな（に）」「そんな（に）」「あんな（に）」「どんな（に）」に相当する形は、秋田方言では「コンタ（ニ）」「ソンタ（ニ）」「アンタ（ニ）」「ドンタ（ニ）」という形になる。また不定称には「ナンタ（ニ）」という形もある。

##### 形式名詞
形式名詞とは、元々は実質的な意味を持って用いられていた名詞が、付属語のように用いられるようになったものである。秋田方言は形式名詞による表現が多様である。
「事」（こと）に由来するものには、仮定接辞の「-ゴッタラ」「-ゴッタンバ」（「-事なら」に相当）や、鹿角地方で推量に用いられる「-ゴッタ」（「-事だ」に由来）がある。
「物」（もの）は終助詞「-モノ」として用いられ、柔らかな語り口の情報提示として用いられるほか、推量の「-ンベ」に「-モノ」が接続した「-ンベオノ」「-ンベオン」「-ンビョン」などの形が推量に用いられる。
「奴」（やつ）は共通語の準体助詞「-の-」に相当するものとして用いられる。地域によって異形が非常に多い。また県南部では同じ用法に「-ナ-」を用いる。

#### 接続詞
接続詞とは、共通語の「だから」「けれども」「そして」「それでは」など、文と文などの関係を表す品詞のことを言う。接続の仕方により分類される。
秋田方言では、「だから」「それで」などに相当する原因理由の接続詞には、「-ガラ」が後続する「シタガラ」「ンダガラ」と、「-ハンテ」に由来するものが後続した「シタンテ」「ンダンテ」がある。また、由利地方南部では、「-サカイ」に由来するものが後続した「ンダサゲ」「ンダハゲ」が用いられる。時間的な継起関係を表す接続詞には、全県的に「シタンバ」が、主に県北部で「シタッキャ」「シタッケ」が用いられる。仮定条件の接続詞としては、「シタラ」が用いられる。
共通語の「しかし」「けれども」にあたる逆接の接続詞には「-ドモ」が後続する「シタドモ」「ンダドモ」や、「-タッテ」が後続する「シタッテ」「シタタッテ」「ンダタッテ」が全県的に用いられる。また、県北部では、「-ンバッテ」が後続する「シタンバッテ」「ンダンバッテ」が用いられる。
共通語の「そうして」「そして」にあたる並列関係を表す接続詞には「シテ」が用いられる。
話題の転換を表す接続詞には、共通語では「では」「じゃあ」が用いられるが、秋田方言では「シェンバ」が用いられる。「センバ」「ヘンバ」とも発音される。

### 接辞
接辞とは、語の前や後ろに付いて、派生語を作ったり語の意味や品詞を変えたりする形態素のことを言う。
秋田方言に特徴的なのは、指小辞の「-コ」を多用することである。秋田方言の「-コ」は、名詞の末尾に付いて、そのものが小さいものであることや、親しみのあるものであることを表す（ワラシッコ＝子供、イヌッコ＝子犬、など）。また、語り手の口調を丁寧なものにする効果もあり、些細なものとして謙遜したり軽侮したりする場合に用いることもある。指小辞の「-コ」は必ず名詞の後ろに付くが、独立した形態素として意識されているために原則として有声化（濁音化）しない。
名詞に付いて複数形を作る複数辞として、秋田県では県北部で「-ド」「-ンド」が、主に中央部と県南部で「-ダ」が、県南部で「-ダジ」が、主に中央部で「-カ゜ダ」が用いられる。
<例>　アラ-ンド、オメ-ダ、オラ-ダジ、など(左から、あいつら、おまえたち、おれたち、の意）。

### 助詞
日本語の助詞には格助詞、並立助詞、係助詞、副助詞、終助詞、間投助詞、接続助詞などがある。並立助詞を格助詞に、係助詞を副助詞に、間投助詞を終助詞に含めることもある。

#### 格助詞
共通語では主格を表すのに「-が」、目的格を表すのに「-を」という格助詞を用いるが、秋田方言ではこれらの場合には助詞を用いないのが普通である。間投助詞の「-ハ」が直前の名詞と融合した「-ァ」が主格表示に用いられることもある。目的格が人間や動物などの有情物の場合、「-ドゴ」を用いて目的格表示をすることがあり、現在では若い世代を中心に無情物が目的語の場合にも一般に「-ドゴ」が用いられるようになりつつある。
連体修飾節の中の主体には共通語で「-が」や「-の」を用いるが、秋田方言では「-ノ」も用いるが無助詞であることも多い。また名詞を修飾する連体格の用法では、共通語と同様に「-ノ」が用いられるが、南秋田地方など一部の地域では、修飾名詞が人称代名詞で、被修飾名詞が具体物である場合に限り、「オレカサ」（俺の傘）のように「-ノ」を用いない無助詞の用法がある。
移動の方向を表す場合に、秋田方言では「-サ」が用いられる。「-サ」は共通語の「-に」「-へ」が担っている意味領域の一部を覆っており、行為の及ぶ相手、移動の目的、存在場所、使役の目的格、添加などの用法では「-サ」を用いることができるが、行為の目的、動作の時間、動作の結果などでは「-ニ」を用いるのが普通である。若い世代では「-サ」の用法が広がりつつある。
比較の対象を表すのには、秋田方言では共通語と同様の「-ヨリ」の他に「-ヨッカ」が用いられ、一部の地域では「-シカ」が用いられる。

#### 係助詞
文の主題の提示（主題提示、提題）の用法には、共通語では係助詞「-は」が用いられるが、秋田方言では一般に無助詞である。「-ハ」が直前の名詞と融合した「-ァ」が用いられることもある。また特に提題を明示した場合に、「-ンダンバ」が用いられることもある。これは共通語の「-なら（ば）」にあたる仮定条件の形式から転じたもので、用法も重なり合う部分がある。県北部では「-ンダッキャ」、県南部では「-ナンバ」が併用される。
意外性を表す場合に、共通語では「-モ」が用いられるが、秋田方言では「-さえも」に由来する「-シャモ」が用いられる。

#### 副助詞
程度や限定を表す場合に、それぞれ「-ばかり」「-くらい」「-ほど」「-だけ」「-しか」に相当する「-ンバリ」「-グレァ」「-ホンド」「-ンダゲ」「-シカ」が用いられる。共通語で「-ばかり」を用いることができない事柄の限定や程度を表す用法に「-ンバリ」を用いることがある点が特徴的である。また否定と呼応した限定には、共通語では「-しか」が用いられるが、秋田方言では「-シカ」とともに「-ヨリ」「-ヨッカ」が多用される。

#### 終助詞
疑問を表す終助詞として、秋田方言では「-ガ」のほかに丁寧な「-ギャ」がある。主に県北部で、疑問の意味を持たない詠歎に「-ガエ」が用いられることがある。
丁寧の終助詞としては基本形接続の「-シ」（「-ス」）が使われる。県北部では「-ッシ」、県南部では「-ンシ」のように発音される傾向がある。沿岸部では用いないことが多い。
回想の終助詞「-ッケ」が多用されるのが特徴的である。これは話者が観察し認識した事実を報告するのに用いられる。
共通語の「-よ」にあたる呼びかけの終助詞には「-デァ（-デャ）」「-デ」「-ジャ」「-ヨ」が用いられ、県北部では「-ヤ」も用いられる。
相手の注意を喚起しつつ説明を続けていく場合に「-モノ」が多用されるのが特徴的である。秋田市を中心とした地域の若年層の女性には「-モンネ」が用いられる。
意思を表すのに、動詞の基本形に「-ハ」が付いた形が用いられることもある。動詞の基本形と融合した形が用いられることもある。
動詞の基本形に「-ンバ」が付いた形が疑問や反語を表すのに用いられる。また由利地方では意向形に「-ンバ」が接続した形が反語専用に用いられる。
感嘆、丁寧を表す終助詞として「-ゴド」（事）が使われる事も多い。

#### 間投助詞
秋田方言では、提示詠歎の間投助詞として「-ハ」が用いられる。共通語の「-は」とは異なり「-ワ」とは発音されない。撥音の直後では「ナ」になる。直前の名詞と融合した場合には主格表示に用いられる。
共通語の「-さ」「-ね」「-よ」にあたる間投助詞としては「-シャ」（「-セァ」）や「-ヤ」「-ヨ」が多用される。

#### 接続助詞
共通語の接続助詞には、「-ば」「-たら」「-なら」「-と」「-から」「-ので」「-けれども」「-が」「-のに」「-ても」などがある。

##### 仮定条件
秋田方言の仮定条件の表現では、仮定形接続の「-ンバ」と、未然形接続の「-ンバ」があるのが特徴的である。両者は意味が異なり、仮定形接続の場合は共通語の仮定形接続の「-ば」とほぼ同じ意味であるが、未然形接続の場合は「-なら（ば）」のような意味を表す。また未然形接続の「-ンバ」が用いられるのは県北部の一部に限られる。未然形接続の「-ンバ」が一段活用、カ変活用、サ変活用の語に接続する場合は「ミランバ」（見るなら）、「クランバ」（来るなら）、「シランバ」（するなら）のような形になる。これは文語の未然形と已然形の区別に相当するものであるが、意味の上でも語形の上でもやや違いがある。
共通語の「-たら」に相当する音便形接続の「-タラ」もあるが、共通語と比べると用法が狭く、接続助詞の後ろ（後件）に警告や禁止が来る場合は共通語と異なり「-ンバ」が用いられる。また、時間的な前後関係を表す場合には専用の形式があり、全県的に「-タンバ」が、県北部では「-タッキャ」「-タッケ」が用いられる。
共通語の「-（の）なら（ば）」にあたる形は、「-ゴド」「-モノ」「-ヤジ」「ナ-」などの形式名詞に「-ンダンバ」「-ンダラ」が後接して融合した形を用いる。地域によって変異形が多様である。また、基本形接続の「-ガラ」もあり、県北部では未然形接続の「-ンバ」も用いられる。

##### 確定条件（原因・理由）
原因や理由を表す確定条件の表現は秋田県内に多様な表現が見られる。全県的に「-からに」が原型の「-ガラ」が見られる。また、「-程に」から変化した「-ハンデ」が原型の「-ハンテ」「-ヘンテ」「-エンテ」「-アンテ」「-ンテ」などの表現がほぼ全県で用いられており、さらに「からに」と混合した「-ンテガラ」「-ンテガ」「-ンテガニ」「-テガニ」のような形も広く用いられる。由利地方の本荘以南には「-境に」に由来し近畿から伝播した「-サゲ」や「-ハゲ」などが用いられる。県北部や南秋田地方では「-為に」に由来する「-タメニ」「-タエニ」が用いられる。ほとんどの地方で複数の表現を併用しているが、秋田市中心部では「-ガラ」のみである。

##### 逆接
逆接の表現では、前件（接続助詞の前の部分）も後件も事実的な場合、共通語では「-のに」が用いられるが、秋田方言では「-ニ」や「-ドギ」「-ジギ」が全県的に用いられる。また、県北部では「-アジ」、県南部では「-ナサ」が用いられる。前件が事実的で、後件が意思文や命令文の場合、共通語では「-けれども」が用いられるが、秋田方言では「-ンドモ」が用いられ、県北部では「-ンバッテ」が用いられる。前件が仮定的な場合、共通語では「-ても」「-たって」が用いられるが、秋田方言でも「-テモ」「-タッテ」が用いられる。

### 態（ヴォイス）
態（ヴォイス）には受動態、使役態、可能態、自発態などがある。

#### 受動態
受動態（受身）の表現は、共通語と同様に、五段動詞とカ変動詞には未然形に「-レル」を、一段動詞とサ変動詞には未然形に「-ラレル」を接続して表す。「-エル」「-ラエル」とも発音される。鹿角地方ではカ変には「クラレル」または「クラエル」が用いられる。
受動態の動作の主体を表すには、「-ニ」「-ニガッテ」「-ガラ」が用いられる。共通語において「-が」が後接する名詞が動作の対象、「-に」が後接する名詞が動作の主体を表す「まともの受身」の文や、「-を」が後接する名詞が動作の対象、「-に」が後接する名詞が動作の主体、「-が」が後接する名詞が「-に」が後接する名詞の所有者である「持ち主の受身」の文では「-ニガッテ」が用いられ、迷惑や被害を表し自動詞を受身形にとる「第三者の受身」では「-ニ」が用いられる。
恩恵の意味が強い場合は、「-テモラウ」を用い、助詞には「-ニ」または「-ガラ」を用いる。動作の移動性が弱く、共通語では「-に」のみが用いられる場合にも秋田方言では「-ガラ」を用いることができる。

#### 使役態
使役態の表現は、五段動詞とサ変動詞には「-シェル」を、一段動詞とカ変動詞には「-サシェル」を未然形に接続することで表す。ただし「-サシェル」の代わりに「-ラシェル」が用いられることもある。「-(サ)シェル」は「-(サ)ヒェル」「-(サ)セル」とも発音される。鹿角地方では、カ変の使役に「クラセル」「クラシェル」が用いられる。
使役態の被使役者を示す助詞には、共通語で「-を」が用いられる文脈では無助詞あるいは「-ドゴ」（前接名詞が有情物の場合のみ）であり、共通語で「-に」が用いられる文脈では「-サ」が用いられる。

#### 可能態
秋田方言の可能の形式には、動作の主体の持つ能力によって行為が可能である「能力可能」と、動作の主体を取り巻く状況によって行為が可能である「状況可能」の区別が見られることが特徴的である。全ての動詞を通じて、能力可能には可能動詞形が用いられ、五段動詞とサ変動詞には仮定形に「-ル」を接続し、一段動詞とカ変動詞動詞では未然形に「-レル」を接続して「カゲル」（書ける）、「ミレル」（見られる）、「コレル」（来られる）、「シェル」（できる、「*シレル」から）のように言う。また能力可能の否定も「カゲネァ」「ミレネァ」「コレネァ」「シェネァ」のように可能動詞の否定形を用いる。状況可能では、肯定では基本形に「-ニエー」を接続して「カグニエー」「ミルニエー」「クルニエー」「シルニエー」のように言い、否定では五段動詞とサ変動詞には未然形に「-レル」を、一段動詞とカ変動詞には未然形に「-ラレル」を接続した可能接辞形を用い、「カガレネァ」「ミラレネァ」「コラレネァ」「サレネァ」を用いる。
共通語では一段動詞やカ変動詞では「見られる」「来られる」のような可能接辞形が規範的で、「見れる」「来れる」のような可能動詞形は「ら抜き言葉」と呼ばれ非規範的なものとされているが、秋田方言では否定形において可能動詞形が能力可能、可能接辞形が状況可能として使い分けられる。例えば「着る」に対する「キレネァ」は「子供がまだ小さすぎて一人で服を着られない」のような文脈に用いられ、「キラレネァ」は「子供が大きくなったのでこの服はもう小さくて着られない」のような文脈に用いるというような区別がある。
　

#### 自発態
共通語では自発を表す文法範疇が確立しておらず、「思われる」「感じられる」などの一部の感情動詞や知覚動詞にあるに過ぎないが、秋田県の北部には自発態が文法範疇として確立している地域があり、五段動詞とサ変動詞の未然形に「-サル」を、一段動詞とカ変動詞の未然形に「-ラサル」を接続することで、五段型の自発動詞を一般の動詞から生産的に生み出すことができる。これは青森県や岩手県と連続するものであるが、秋田県の中央部や県南部ではあまり用いられない。

### 時制（テンス）と相（アスペクト）
出来事が起こった時間を発話時を基準として表す形式を時制（テンス）といい、出来事の完成度を表す形式を相（アスペクト）という。共通語では例えば動詞においては「する」と「した」、「している」と「していた」のように非過去と過去の時制が対立し、「する」と「している」、「した」と「していた」のように完成相と非完成相（継続相）が対立する。時制の対立のみを持つ形容詞述語、形容動詞述語、名詞述語、存在動詞を状態述語といい、時制と相の対立を持つ動詞述語を動態述語という。
秋田方言では、状態述語のうち、状態動詞「エル」（居る）と、「カゲル」（書ける）のような可能動詞において、現在の時制を表す場合に「エダ」「カゲダ」のように共通語の過去の形式にあたるものが用いられるのが特徴的である。未来の時制では共通語の非過去の形式が用いられる。また、これらの動詞で過去を表す場合、「エダ」「カゲダ」のような形式も用いられるが、過去であることを明示する場合に「エデアッタ」「カゲデアッタ」（県南部では「エダッタ」「カゲダッタ」）のような形式が用いられる。名詞述語や形容動詞述語で共通語の「-だった」にあたる語尾は、「-ンデアッタ」（県南部では「-ンダッタ」）で表される。
動態述語では、未来の時制は共通語の非過去とほぼ同様に完成相が「シル」（する）、継続層が「シテル」（している）のような形式で表されるが、「している」などにあたる現在継続相においては「シテダ」や「シテラ」が用いられ、「した」などにあたる過去完成相には「シタ」のほかに中央部で「シテアッタ」、県南部で「シタッタ」が用いられる。「していた」にあたる過去継続相には「シテアッタ」が県北部と中央部で、「シテエデアッタ」が中央部で、「シテダッタ」と「シテラッタ」が県南部で用いられる。

### 法性（モダリティ）
文が表す出来事と現実との関係や意図、聞き手に対する態度などを表す文法範疇を法性（モダリティ）という。法性（モダリティ）の表現として命令、禁止、義務、授受、依頼、推量、確認要求、意向、勧誘、比況、推定、伝聞などがある。
共通語の「-てはいけない」「-てはならない」にあたる丁寧な禁止に、仮定形接続の「-レンバ (ワガラネァ/デギネァ/ヤジャガネァ)」が用いられる。「ワガラネァ」「デギネァ」は「分からない」「出来ない」に相当する表現であるが、共通語と用法が異なる。「ヤジャガネァ」には「ヤザガネァ」「ヤジガネァ」「ヤジャネァ」「ヤザネァ」「ヤジネァ」など多様な形がある。「カガレネァ」（書かれない)のように状況可能の否定の形式が丁寧な禁止として用いられる。
義務の表現には、共通語では未然形接続の「-なければならない」が用いられるが、秋田方言では未然形接続の「-ネァンバナラネァ」が用いられるほか、「-ネァンバネァ」という表現が用いられることがある。また、県南部には、「-ネァンバ デギネァ」（「なければできない」に相当）が用いられる地域がある。
授受表現には、共通語では他者が話者に与える求心的方向の授与には「くれる」を用い、話者が他者に与える遠心的方向の授与には「やる」「あげる」を用いるが、秋田方言では両者をともに「ケル」で表す。にかほ市では「クレル」「クエル」も用いられる。求心的方向の授与を「ケデケル」、遠心的方向の授与を「ケデヤル」で表し分けることもある。南秋田地方を中心として、遠心的方向授与のみを表す「ダシ」（「ダス」）が「ケル」と併用される。
依頼の表現には、共通語では「くれ」が用いられるが、秋田方言では「ケレ」が用いられる。敬意を持った依頼には、共通語では「ください」が用いられるが、秋田方言では地域により「タモレ」「タンエ」「タンシェ」「クナンシェ」「クダエ」「クダハレ」クダセ」など様々な語形が用いられる。
推量の表現には、秋田方言では由利地方以外では広く「-ンベ」が用いられ、さらに「-モノ」が接続した「-ンベオノ」「-ンベオン」「-ンビョン」も用いられる。鹿角地方では「-ゴッタ」も用いられる。由利地方では「-ンベ」はほとんど用いられず、沿岸部で「-ンデロ」、山間部で「-ガロ」が用いられる。確認要求では「-ンベオノ」「-ンベオン」「-ンビョン」が用いられない以外は推量と同様である。
意向の表現では基本形による表現が広く見られるほか、県南部では意向形による表現が見られる。間投助詞「ハ」を基本形に接続させた「カグハ」（書こう）のような形や、それを融合させた「カガァ」のような形も見られる。勧誘の表現では由利地方以外では「-ンベ」が用いられ、主に県北部では勧誘に限り「-ンベシ」が用いられる。県南部では意向形による表現が用いられる。
比況や推定の表現には共通語では「-みたいだ」「-ようだ」が用いられるが、秋田方言では主に比況で「-ミデァンダ」が、主に推定で「-ヨンタ」「-エンタ」が用いられる。「-ミデァエンタ」「-ミダエンタ」「-ミデンタ」「-ミデッタ」などの表現もある。
伝聞には引用の終助詞「-ド」が広く用いられるほか、県南部で「-ジモノ」「-ジオノ」「-ジオン」「-ゾン」が、山本地方や南秋田地方では「-デモノ」「-デオノ」「-デオン」が用いられ、鹿角地方では「-ジ」が用いられる。

### 敬語
秋田方言では尊敬語や謙譲語はあまり発達していないが丁寧語の使用は広く見られ、由利地方以外では用言の基本形に接続する「-シ」が広く用いられる。県北部では「-ッシ」と促音を介し、県南部では「-ンシ」と撥音を介して発音する傾向がある。また「-シ」は「-ス」と意識されていることが多く、シとスを区別する話者は「-ス」として発音する。
鹿角地方や秋田市、由利地方には連用形接続の「-アンシ」（「-アンス」）が用いられるが、否定の形は鹿角地方では未然形接続の「-ナエンシ」「-ネァンシ」、秋田市では未然形接続の「-ナガンシ」、由利地方では連用形接続の「-ヤヘン」とそれぞれ異なる。
県内の各地域で主に用いられる丁寧語の形をまとめると以下のようになる。
| 区画       | 鹿角方言                  | 県北方言                  | 中央方言                         | 県南方言         | 由利方言                    |
| ---------- | ------------------------- | ------------------------- | -------------------------------- | ---------------- | --------------------------- |
| 書きます   | カガンシ                  | カグ（ッ）シ              | カグス カグ（ッ）シ カグデアンシ | カグ（ン）シ     | カギアンシ                  |
| 書きません | カガナエンシ カガネァンシ | カガネス カガネァ（ッ）シ | カガネァ（ッ）シ カガナガンシ    | カガネァ（ン）シ | カギヤヘン                  |
| そうです   | ソーダンシ                | ンダ（ッ）シ              | ンダス ンダ（ッ）シ ソーデアンシ | ンダ（ン）シ     | ンデゴザリアンシ ンデガンシ |

## 語彙
秋田方言の語彙の中で、共通語と異なるものには、かつて中央語で使われていたものが古語として残存したものと、中央以外で独自の発展をしたものがある。周辺の県と連続する分布のものも多い。現在では共通語と異なる語彙は衰退が激しく、急激に共通語に置き換えられつつある。

### 代表的な語彙
秋田方言の語彙の中で、特徴的なものや、若年層においても認知度が高いものの例を挙げる。
- 標準語と語形が違っていても、規則的な音韻対応が成り立ち意味も同じもの（例えばタダミ（畳）、ナメァ（名前）など）は省く。
- ガ行の音の発音は、備考欄で特に鼻濁音に指定しているもの以外は、すべて濁音である。
- アクセントの番号は、語頭から数えたアクセント核の位置を示す。たとえば2は○○、○○○、○○○○…型。0はアクセント核のない平板型（または低平型）。

#### 名詞
| 語彙               | アクセント | 意味                         | 語源・備考                                                                            |
| ------------------ | ---------- | ---------------------------- | ------------------------------------------------------------------------------------- |
| アサマ             | 0, 2       | 朝                           | 「朝間」（あさま）から。                                                              |
| エ                 | 1          | 家                           |                                                                                       |
| オヅゲッコ         | 0          | 味噌汁                       |                                                                                       |
| オド               | 2          | 父                           | オヤズ（親父）とも言う。                                                              |
| オドデナ、オドトイ | 0          | 一昨日                       |                                                                                       |
| ガッコ             | 1          | 漬け物、香の物               | 「香々」（かうこ）からか。                                                            |
| ガモ               | 2          | 男児の陰部                   |                                                                                       |
| クヅ               | 2          | 靴                           |                                                                                       |
| ゴンボ             | 0          | ゴボウ                       |                                                                                       |
| サトッコ           | 2          | 砂糖                         |                                                                                       |
| ダマッコ           | 2          | 球体                         |                                                                                       |
| ダミ               | 2          | 駄目                         |                                                                                       |
| ドンブグ           | 0          | ちゃんちゃんこ、綿入れ、袢纏 |                                                                                       |
| ナヅギ、ナンジギ   | 0          | おでこ                       | 「脳」を意味する古語「なづき」から。                                                  |
| バガケ             | 0          | 馬鹿                         | 「馬鹿」に接尾辞の「け」が付いたもの。                                                |
| バシ               | 0          | 嘘                           |                                                                                       |
| バシコギ           | 0          | 嘘つき                       |                                                                                       |
| バッチャ           | 1, 3       | 祖母、伯叔母、妹             |                                                                                       |
| ベゴ               | 2          | 牛                           | 牛の鳴き声を表す「メー」「ベー」に指小辞「-コ」が付いて一語化したもの。               |
| ブリコ、ブリッコ   | 0          | ハタハタの卵                 |                                                                                       |
| ヘナガ             | 2          | 背中                         |                                                                                       |
| ボダ、ボダッコ     | 0          | 塩ジャケ。                   |                                                                                       |
| マナグ             | 2          | 目、眼                       | 「眼」（まなこ）の母音転化。                                                          |
| ヤナサッテ         | 3          | 明々後日、三日後             | 東北地方で広く用いられる。 標準語の「やのあさって」は、四日後のことであることに注意。 |
| ワラシ、ワラシッコ | 0          | 子供                         |                                                                                       |

#### 動詞
活用の種類を示す。サ行五段とタ行五段の語は基本形語尾がシ、チと発音されることがあるが、動詞であることを明示するためここでは語尾にス、ツを用いて表記する。ワ行五段の語は鹿角地方や北秋田地方で使用される場合はラ行五段として用いられることがある。
| 語彙             | アクセント | 活用     | 意味                                   | 語源・備考                                                                  |
| ---------------- | ---------- | -------- | -------------------------------------- | --------------------------------------------------------------------------- |
| アラゲル         | 0          | 下一段   | 乱暴する。暴れる。                     |                                                                             |
| ウルダグ         | 3          | ガ行五段 | 慌てて急ぐ。                           |                                                                             |
| ウルガス         | 3          | サ行五段 | 液体に浸して柔らかくする。             | 「潤わせる」からか。                                                        |
| ウルゲル         | 3          | 下一段   | 液体に浸って柔らかくなる。             |                                                                             |
| オカ゜ル         | 2          | ラ行五段 | 成長する。伸びる。育つ。               | 「ガ」は鼻濁音であることに注意。                                            |
| カダル           | 1          | ラ行五段 | 仲間に入る。参加する。                 |                                                                             |
| カッチャグ       | 3          | カ行五段 | 引っ掻く。                             | 「掻き裂く」の音変化。                                                      |
| カマドケェス     | 4          | サ行五段 | 破産する。                             | 「竈を返す」からか。                                                        |
| ガメル           | 2          | 下一段   | くすねる。盗む。取って独り占めにする。 |                                                                             |
| ゴシャグ         | 2          | カ行五段 | 怒る。叱る。                           |                                                                             |
| ゴッキリやる     | 3          | ラ行五段 | （指導として頭を）拳骨で叩く。         |                                                                             |
| タガグ           | 2          | ガ行五段 | 持つ。                                 | 「ガ」は鼻濁音であることに注意。                                            |
| チョス           | 1          | サ行五段 | 弄る。触る。弄ぶ。                     | 「嘲す」から。                                                              |
| デハル           | 2          | ラ行五段 | 外に出る。                             | 「出張る」から。                                                            |
| トショル         | 2          | ラ行五段 | 年をとる。老いる。                     | 「年寄る」から。                                                            |
| ドデする         | 2          | サ行変格 | びっくりする。                         | 「動転する」からか。                                                        |
| ナカ゜マル       | 3          | ラ行五段 | 横になる。                             | 「長める」からか。                                                          |
| ナケ゜ル         | 2          | 下一段   | 捨てる。                               | 「ゲ」は鼻濁音。「投げる」から。 （東北地方および北海道で広く用いられる。） |
| ヌグダマル       | 4          | ラ行五段 | 暖まる。                               |                                                                             |
| ヌグダメル       | 4          | 下一段   | 暖める。                               |                                                                             |
| ネマル           | 2          | ラ行五段 | 座る。                                 |                                                                             |
| ノッカガル       | 4          | ラ行五段 | 寄り掛かる。                           |                                                                             |
| ハヤス           | 2          | サ行五段 | 野菜などを切る。                       |                                                                             |
| ボウ             | 0          | ワ行五段 | 追う。                                 |                                                                             |
| ボッコエル       | 4          | 下一段   | 壊れる。                               | 「ぶっ壊れる」からか。                                                      |
| ボッコス         | 3          | サ行五段 | 壊す。                                 | 「ぶっ壊す」からか。                                                        |
| マガス           | 2          | サ行五段 | （器の中の液体を誤って）こぼす。       |                                                                             |
| マガエル         | 3          | 下一段   | （器の中の液体が）こぼれる。           |                                                                             |
| マガル           | 2          | ラ行五段 | （器の中の液体が）こぼれる。           |                                                                             |
| ヤガナル         | 2          | ラ行五段 | 世話になる。                           | 「厄介になる」からか。                                                      |
| ヨバル、ヨンバル | 0          | ラ行五段 | 呼ぶ。招待する。                       |                                                                             |

#### 形容詞
形容詞のイ語尾が融合している形と融合していない形がある場合、非融合形は内陸部で、融合形は海岸部で用いられる傾向がある。
| 語彙                               | アクセント | 意味                                            | 語源・備考                                                                        |
| ---------------------------------- | ---------- | ----------------------------------------------- | --------------------------------------------------------------------------------- |
| エ                                 | 1          | 良い、美しい。                                  | 「良し」（えし）から。                                                            |
| エダマシ、イダワシ                 | 4          | 惜しい、勿体無い。                              | 「痛ましい」、「いたわしい」から。                                                |
| オモシェ                           | 3          | 楽しい。                                        | 「面白い」から。                                                                  |
| キカネ                             | 0          | 粗暴だ。                                        | 主に子供の粗暴な様子を表す。                                                      |
| ケァ、ケェ、ケ                     | 1          | かゆい。                                        |                                                                                   |
| カイ                               | 2          | かゆい。                                        |                                                                                   |
| コエァ、コエ                       | 2          | 疲れている。疲れた。                            | 「強い」（こわい）からか。                                                        |
| コチョケ                           | 3          | くすぐったい。                                  |                                                                                   |
| サガシ                             | 3          | 賢い。                                          | 「賢しい」（さかしい）から。                                                      |
| シカダネ                           | 4          | 申し訳ない。気の毒だ。                          | 「仕方ない」からだが謝罪や同情を表す。                                            |
| シネェ、シンネェ                   | 3          | (食べ物が)硬い。                                | 「しなう」の形容詞化からか。                                                      |
| サビ、サンビィ                     | 2          | 寒い。                                          |                                                                                   |
| ジョサネ                           | 3          | 簡単だ。                                        | 「造作無い」からか。                                                              |
| ショシ                             | 1          | 恥ずかしい。                                    | 「笑止」の形容詞化。                                                              |
| トギ                               | 0          | 遠い。                                          | 「遠い」の連体形「遠き」を「遠きい」として終止形に用いたもの。                    |
| トジェネ、トンジェネァ、トンゼネァ | 0          | 淋しい。退屈だ。                                | 「徒然ない」（とぜんない）から。                                                  |
| ナモカモネ                         | 1          | 大変だ。冷静でいられない。                      | 単独では用いず、前に接続する節を強調するときに用いる。 「何もかにもない」からか。 |
| ネフテ                             | 0          | 眠い。                                          |                                                                                   |
| ノギ、ヌグエ、ヌギ                 | 2          | 暖かい。暑い。                                  | 「温い」（ぬくい）から。                                                          |
| ハラワリ                           | 2          | 腹立たしい。胸糞が悪い。                        | 「腹悪い」から。                                                                  |
| ヒズネ                             | 3          | 辛い。苦しい。                                  | 「せつなし」から。                                                                |
| フルシ                             | 3          | 古い。                                          | 「古い」のシク活用形「古しい」から。                                              |
| メコ゜エ、メケ゜ メンコエ、メンケ  | 3          | 可愛らしい。                                    | 「愛し」（めぐし）、「めぐい」の母音交替形。                                      |
| ヤッコエ、ヤッケェ                 | 4          | 柔らかい。                                      | 「やわっこい」の音変化形。                                                        |
| ヨイデネ、ヨエンデネァ             | 4          | しんどい。大変だ。辛い。 容易では無い。手強い。 | 「容易で無い」から。                                                              |
| ンメァ                             | 0          | 甘い。おいしい。                                | 「うまい」から。                                                                  |

#### 形容動詞
| 語彙       | アクセント | 意味     | 語源・備考                                                                                   |
| ---------- | ---------- | -------- | -------------------------------------------------------------------------------------------- |
| ンタ、ンカ | 1          | いやだ。 | <例> 「ソエダバ、ンタ。」（それはいやだ。それではいやだ。） 「ンタグナル。」（いやになる。） |

#### 副詞
| 語彙                                   | アクセント | 意味 | 語源・備考                                                                                                  |
| -------------------------------------- | ---------- | --- | --- |
| オガ                                   | 1          | あんまり。とても。                                                                                       | 後ろに「だ」をつけて「オガだ」（あんまりだ）、 「でね」をつけて「オガでね」（あんまりではないか）とも言う。 |
| ガリット                               | 3          | ぴったりと。しっかりと。                                                                                 | |
| サット、サットガ                       | 0          | 少し。ちょっと。                                                                                         | |
| スッタゲ、シンタゲ                     | 0          | すごく。とても。とても一所懸命に。                                                                       | 「死ぬほど」の意。                                                                                          |
| デラット                               | 3          | 全て。すっかり。                                                                                         | |
| チャッチャド                           | 0          | さっさと。てきぱきと。すぐに。                                                                           | |
| ナシテ                                 | 1          | なぜ。                                                                                                   | |
| マズ、 マンチ、マンツ、 マンジ、マンズ | 1          | とても。 （前に「セバ」や「ヘバ」を伴って）「さようなら」 「あらまあ」の意味の感動詞としても用いられる。 | 「先ず」の音変化。                                                                                          |
| ヤットガ                               | 0          | なんとか。辛うじて。やっと。                                                                             | |
| コンタニ                               | 0          | こんなに。                                                                                               | |
| ソンタニ                               | 0          | そんなに。                                                                                               | |
| アンタニ                               | 0          | あんなに。                                                                                               | |

#### 助詞
| 種類            | 語彙           | 意味                                                          | 語源・備考                                                                           |
| --------------- | -------------- | ------------------------------------------------------------- | ------------------------------------------------------------------------------------ |
| 格助詞          | サ             | に。へ。                                                      | （室町時代の東国方言の残存）                                                         |
| 格助詞          | ドゴ           | を。                                                          |                                                                                      |
| 副助詞 (係助詞) | ダバ           | 〜の場合は。〜であれば。〜ならば。 （〜は。〜なら。〜では。） | <例> 「ソイダバ駄目ダ。」「ソインダバ駄目ダ。」（それでは駄目だ。）                  |
| 副助詞          | バリ           | ばかり。だけ。                                                |                                                                                      |
| 終助詞          | ス、ッス       | （丁寧語）                                                    | 「です」、「ます」に相当。用言の終止形の後ろに付く。 <例> 「ンダス。」（そうです。） |
| 終助詞          | ッケ           | ようだよ。                                                    | 用言の終止形の後ろに付く。                                                           |
| 終助詞          | デ、デェ、ベェ | しよう。                                                      | 動詞の終止形の後ろに付く。                                                           |
| 終助詞          | べ             | だろう。                                                      | 用言の終止形の後ろに付く。                                                           |

#### 代名詞
| 語彙               | アクセント | 意味                     | 語源・備考 |
| ------------------ | ---------- | ------------------------ | ---------- |
| オイ、オエ         | 0          | 私、俺                   |            |
| オメ(ンガとも言う) | 0          | 君、お前                 |            |
| コイ、コエ         | 0          | これ。こいつ（この人）。 |            |
| ソイ、ソエ         | 0          | それ。そいつ（その人）。 |            |
| アイ、ソエ         | 0          | あれ。あいつ（あの人）。 |            |
| ドイ、ドエ         | 0          | どれ。                   |            |
| コゴ               | 0          | ここ。                   |            |
| ソゴ               | 0          | そこ。                   |            |
| アソゴ             | 0          | あそこ。                 |            |
| アッコ             | 2          | あそこ。                 |            |
| ドゴ               | 0          | どこ。                   |            |

代名詞に助詞「サ」が付くと縮約が生じるもの
| 語彙                              | アクセント | 意味                 | 語源・備考                                                                |
| --------------------------------- | ---------- | -------------------- | ------------------------------------------------------------------------- |
| コサ （「コゴサ」とも言う）       | 0, 1       | ここに。こちらに。   | 「コゴ」＋「サ」                                                          |
| コッチャ （「こっちサ」とも言う） | 0, 2       | こちらに。           | 「こっち」＋「サ」                                                        |
| ソサ （「ソゴサ」とも言う）       | 0, 1       | そこに。そちらに。   | 「ソゴ」＋「サ」                                                          |
| ソッチャ （「そっちサ」とも言う） | 0, 2       | そちらに。           | 「そっち」＋「サ」                                                        |
| アッチャ （「あっちサ」とも言う） | 0, 2       | あそこに。あちらに。 | 「あっち」＋「サ」 （「アサ」という表現は使われず、「アッコサ」と言う。） |
| ドサ （「ドゴサ」とも言う）       | 0, 1       | どこに。             | 「ドゴ」＋「サ」                                                          |
| ドッチャ （「どっちサ」とも言う） | 0, 2       | どこに。どちらに。   | 「どっち」＋「サ」                                                        |

#### 連体詞
| 語彙                   | アクセント | 意味                 | 語源・備考                   |
| ---------------------- | ---------- | -------------------- | ---------------------------- |
| コンタ                 | 0          | こんな。このような。 |                              |
| ソンタ                 | 0          | そんな。そのような。 |                              |
| アンタ                 | 0          | あんな。あのような。 |                              |
| ナンタ、ドンタ         | 0          | どんな。どのような。 |                              |
| コンタラ               | 0          | こんな。             | 「コンタ」のぞんざいな表現。 |
| ソンタラ、ンタラ、ンタ | 0          | そんな。             | 「ソンタ」のぞんざいな表現。 |

#### 接続詞
| 語彙                      | アクセント | 意味           | 語源・備考                                       |
| ------------------------- | ---------- | -------------- | ------------------------------------------------ |
| セバ、ヘバ センバ、ヘンバ | 1          | では。じゃあ。 | 「さようなら」の意味の感動詞としても用いられる。 |
| ンダガラ                  | 3          | だから。       |                                                  |
| ンダドモ                  | 3          | でも。しかし。 |                                                  |

#### 感動詞
| 語彙                                                      | アクセント | 意味                                                | 語源・備考               |
| --------------------------------------------------------- | ---------- | --------------------------------------------------- | ------------------------ |
| アイー、アヤー                                            | 0          | あらー！                                            |                          |
| サエ、サイ、 サーイ、サイー(秋田県の中央から北の一部地域) | 1          | しまった！                                          |                          |
| ニャー、ンニャー                                          | 0          | あらー！                                            |                          |
| ンタ、ンカ(南地方では、ヤンダ)                            | 1          | いやだ。                                            |                          |
| ンダ                                                      | 0, 2       | そうだよ。はい。                                    |                          |
| ンダガラ                                                  | 3          | そうだな。そうだね。説明するときの「だから、○○○。」 | 「ンダクアルハ」の縮約。 |

### 古語の残存
かつて中央語（奈良時代までの奈良、平安時代から江戸時代中期までの京都、江戸時代中期以降の江戸・東京）で使われ、現在は中央語で廃れて古語となっている語彙の中で、中央以外の地域に方言として残っている例がある。秋田方言にもそのような例を見ることができる。また、特に日本では京都の言葉が中央語だった時期が8世紀末から18世紀中頃までの1000年近くに及び、その間は京都の語彙が京都から土地伝いに同心円状に広がっていくことを繰り返したため、京都からの距離が同程度で地理的に隔絶した東北地方と九州地方にかつての中央語から変化した同じような語彙が見られることもある。これは柳田國男の『蝸牛考』で指摘されたことで、「方言周圏論」として知られている。
秋田方言に見られる古語の残存として代表的なものには、アクド（踵、「踵（あくと）」から）、アゲンジ（蜻蛉、「蜻蛉（あきづ）」から）、ウダテ（嫌だ、「転て（うたて）」（ひどく）から）、シャンブギ（咳、「咳（しはぶき）」から）、タロンペ・タロッペ（氷柱、「垂氷（たるひ）」から）、トンジェネァ・トゼネァ・トンゼンダ（淋しい、退屈だ、「徒然無い（とぜんない）」「徒然だ（とぜんだ）」から）、ナンジギ（額、「脳（なづき）」から）、ネマル（くつろいで座る、「ねまる」（座る）から）、ハシェル（走る、「馳せる（はせる）」から）、マナグ（目、「眼（まなこ）」から）、メコ゜エ・メンコエ・メンケ（可愛い、「愛し（めぐし）」から）などがある。

### 語彙の分布
秋田県内で語彙の対立が見られる場合、県北と県南で対立する場合が多い。しかし青森県の津軽方言と南部方言のようにある線に等語線が集中するようなものではなく、境界の位置は語彙によって異なる。また県北と県南の対立がある場合、中央部で錯綜した複雑な分布が見られることがある。。県北と県南の対立の典型は「走る」を意味する語に見られ、県北部で「ハシェル」、県南部で「サラウ」が用いられる。また「下駄に付いた雪の塊」を表す語は、県北部では「コンブ」が、県南部では「ボッコ」が広く用いられるが、山本地方から中央部にかけては「ゴッパ」「ゴッポ」「ゴップ」「ゴップリ」「ゴッコ」「ガッパ」「ガッポ」「ガッカモカ」「ガッカマッカ」「ダッポ」「コゴリ」「ユキコゴリ」など多様な語形が見られる。「蛙」を意味する語は、県北部で「ゲァロ」「モッケ」が、県南部で「ビッキ」が主に用いられるが、中央部には「ゲァロゴ」「ゲァルグ」「ゲァロビッキ」などの語形が見られる。「冷たい」を意味する語は、県北部では「シャッコエ」「シャッケ」「サッコエ」「サッケ」が、県南部では「ハッコエ」「ハッケ」が用いられる。
海岸部と内陸部で対立する分布を示す語もある。例えば「氷柱」を表す語は、内陸部では水溜りに張る薄氷と同じ語形の「シカ゜」「シカ゜マ」などで表現するが、海岸部では「タロンペ」「タロッペ」「タロゴ」などと呼んで薄氷と区別する。さらにかつての藩の違いを反映して、鹿角地方や由利地方に秋田県の他の地域と異なる語彙が分布していることもあり、鹿角地方では青森県や岩手県、由利地方では山形県の庄内地方と連続する語彙も見られる。例えば秋田県内で鹿角地方のみに見られる語彙である「シカ゜ワリ」（エンドウ）、「ジゴクソンバ」（ドクダミ）などは、青森県や岩手県にも見られる語彙である。
しかしながら、これらのパターンだけで説明できる語彙の分布はむしろ少なく、語彙ごとに境界線が異なり、また様々な語形が錯綜して分布していたり並存していたりすることも多い。
他地方との語彙の共有率を見ると、南秋田地方がどの地方に対しても高く、鹿角地方はどの地方に対しても格段に低い。一地方にのみ分布する語彙の数は南秋田地方が最も多く、河辺地方が最も少ない。一方、他地域には分布するのに一地方にのみ分布しない語彙の数は鹿角地方が突出して多い。これは、鹿角地方では隣接する青森県や岩手県の旧南部藩領で用いられる語彙が分布し、秋田県の他地域で用いられる語彙が用いられないという状況があることを示している。

## 歴史
現在の秋田県にあたる地域で過去にどんな言語が話されていたかは、文献記録が欠如していて不明な点が多い。

### 中世以前
現在の秋田県で中世以前に話されていた言語についてのまとまった文献記録は残っていない。奈良時代には『万葉集』などに上代東国方言が記録されており、そこには当時の奈良の言葉とは異なる様々な特徴的な語法が記録されているが、上代東国方言に特徴的な語法の多くは現在では八丈島の八丈方言に比較的まとまって見られる他はほとんど見られず、現在の東日本方言が上代東国方言から発展した子孫だと単純に言うことはできない。また秋田県の地名には「毛馬内」（けまない）、「生保内」（おぼない）、「西馬音内」（にしもない）のようにアイヌ語に由来すると考えられるものが見られることから、非常に古い時代はアイヌ語話者も分布していたものと見られる。
平安時代には都である京都の言葉が規範的とされ、それ以外の地方の言葉は野蛮で粗野なものとされたため、地方の方言の具体的な記録はほとんど残っていない。中世にも秋田県の言語の記録はない。なお、現在の東北方言に見られる文法や語彙面の古い現象はほとんど全てが中央語での室町時代以降のものであり、それ以前に遡ることはほとんどできない。
中世末期には、当時の東日本の方言の記録がある程度残っており、ジョアン・ロドリゲスの『日本大文典』では当時の関東方言について、当時の中央語（京都方言）と異なる特徴として、意思の表現に「-ベイ」を用いること、打ち消しに「-ヌ」でなく「-ナイ」を用いること、形容詞のウ音便形を用いず原型を用いること、ワ行の音便形にウ音便ではなく促音便を使うこと、「借る」を五段でなく「借りる」と上一段に活用すること、移動の「-イェ」の代わりに「-サ」を用いること、「せ」を「シェ」でなく「セ」と発音することなどが挙げられている。このうち打ち消しに「-ナイ」を用いること、形容詞のウ音便形を用いないこと、ワ行の音便形に促音便を用いること、「借りる」を上一段に活用することは現在でも関東から東北にかけた東日本で広く見られ、中世末期の時点で既に現在に近い東西方言対立が成立していたことが知られる。また、意思の「-ベイ」（「-ベ」）や移動の「-サ」は現在では主に東北地方に見られ、関東にはあまり見られないが、当時は関東にも広く分布していたことが分かる。「せ」の発音は当時関東で発生していた新しい発音が後に近畿を含めた多くの地方に広がったが、秋田県では現代でも古い発音が残存している。語中の子音の有声化や、イとエ、シとス、チとツ、ジとズの混同などについては、当時の文献にはっきりとした例証が見られない。

### 近世
近世には藩と藩の間の移動が制限されたことから、現在の方言分布の原型が形成された。特に東北地方では藩と方言の境界が一致する傾向が強く、青森県の弘前藩（津軽藩）と盛岡藩（南部藩）、岩手県の盛岡藩（南部藩）と仙台藩、山形県の庄内藩（鶴岡藩）とその他の藩などの境界はそのまま現在の方言の境界にもなっている。秋田県における鹿角地方や由利地方の方言の特異性も他の地方と藩を異にしていたことに由来する。また、日本海側に北前船による海運航路が発達したことで、近世に海路で近畿から伝播した語彙や文法現象もあった。しかしこの時代に至っても秋田県の言語記録は欠如しており、秋田県の当時の言語は明らかではない。

### 近代
明治時代に入ると、近代教育が始まり東京の言葉を基礎にして「標準語」が成立し普及していった。そして「標準語」は「良い言葉」、「正しい言葉」であり、方言は「悪い言葉」、「間違った言葉」であり「矯正」されるべきだという考えが主流となった。そのため、「標準語教育」が盛んになり、明治30年代頃からは「方言撲滅」や「方言追放」、「標準語化」が叫ばれた。また、発音が標準語と大きく異なる秋田県の方言は他地域の人々との意思疎通に困難を生じることがあったため、標準語教育は実用上も必要とされるものであった。このような中、雄勝郡西成瀬村（現横手市）の西成瀬小学校では、遠藤熊吉の指導のもと1896年（明治24年）から独自の標準語教育が始まり、独特の発音指導を行って一定の成果を上げた。しかし、一般には秋田県の標準語教育はそれほど実を結んだとは言えなかった。

### 第二次世界大戦後
第二次世界大戦後には、方言を取り巻く環境が大きく変化した。戦後には、それまで「標準語」と呼ばれてきたものが「共通語」と呼ばれるようになった。これは、特定のものを「標準」とすることを否定し、多様性を認める考えが生まれたためである。方言撲滅を目的とした標準語教育も1960年頃から行われなくなっていく。一方で、1950年代後半から1960年代前半にかけてテレビが急速に普及するなどマスメディアが発達し、共通語の音声を日常的に聞くことができるようになった。これにより、この頃に言語形成期を過ごした年代を境として、共通語化が急速に進んでいき、伝統的な方言の語彙や語法は共通語に置き換えられて急速に衰退を始めた。
1950年代後半以降の高度成長期には東北地方から東京への集団就職が行われたが、東北地方から上京した若者が発音の訛りなどを嘲笑されることも多く、方言を原因とした自殺や事件が相次いだ。1964年5月には、山梨県甲府市の電気部品会社の寮で、秋田県出身の当時19歳の工員が傷害致死容疑で逮捕された。工員はその年の春に上京したが、訛りをからかわれて山梨県出身の同僚らと打ち解けられずにいた。事件当日、就寝時間後に同僚が別の同僚と口論しているのを注意しても聞き入れないことにカッとなった工員は、同僚の胸を手で突き、心臓の弱かった同僚はショック死して工員は逮捕された。直後の新聞は、「方言笑われ不仲」などと伝えた。また、1973年4月には、東京都大田区の寺の寮で、秋田県出身の当時24歳の男性が自殺した。男性は一週間前に上京したばかりだったが、強い訛りを気にして悩み、「言葉で苦労している」と周囲にこぼしていた。このように方言と共通語との違いが深刻な悩みとなる社会状況と、標準語教育によって作られた「方言は悪い言葉」という意識から、自らの方言を否定的に捉える「方言コンプレックス」が生まれた。
1970年代以降は、共通語化がますます進み、若年層には伝統的な方言が上手く使えない話者も現れてきた。方言語彙の消滅が急速に進み、発音や文法、アクセントの分野でも共通語化が進行した。このような流れの中で、伝統的な方言を見直し尊重する動きも出てきた。このような動きが出てきた背景には、価値観が多様化したこと、方言が急速に衰退しており保護しなければならないという意識が生まれてきたこと、共通語能力の向上により、必要なときには共通語が使えるという精神的余裕が生まれたことなどの要因があると考えられる。

### 現在
現在の秋田の言語生活には、年代に応じた3つの階層が認められる。伝統的な方言を比較的保持しているのは1950年代までに生まれた人々であり、1960年代以降に生まれた層は共通語化が進んでいる。また、1960年代までに生まれた世代の人間は、家族や友人など親しい相手との会話では方言を、改まった場面では共通語を用いるというモードの切り替えを行っている。方言コンプレックスは特に1950年代から60年代末の間に生まれた世代の間で強い。1970年代以降に生まれた世代ではかなり共通語化が進んでいて、伝統的方言は聞けば分かるが話せない、あるいは聞いても分からないという者が増加している。一方で方言コンプレックスは弱く、方言を肯定的に評価する者も多い。
現在では方言語彙は衰退が著しいが、必ずしも消滅に向かう一方だけではなく、新しく生まれる方言（新方言）もある。例えば「自動車学校」の略語として、秋田県北部と中央部では「ジシャガ」、県南部では「シャコウ」という語形を用いる傾向があり地域差を生じている。また県中央部の女性（前述の共通語化がかなり進んだ世代）を中心として、相手の注意を喚起しながら説明を続けていく場面で「-モンネ」が用いられる。これは高年層の「-モノ」とは異なる語形である。人に語りかける場合の語形として、県南部の高年層は「アノヨー」を用いることが多いが、若年層では「アノヨーナー」が多く用いられる。このように、現代において新しく発生する方言差も存在する。
また、実際には方言特有で共通語ではない要素を、話者自身は共通語だと思って使っていることがある。これは「気付かない方言」などと呼ばれる。「気付かない方言」は共通語に存在する語形で、意味や使用範囲が異なるものに多い。また学校生活で使われる方言は、共通語的と意識されて気付かない方言になることが多い。共通語的と意識される場面で用いられることや、若年層においても盛んに使用されることも特徴的である。秋田県において「気付かない方言」として用いられている例としては、「でかす」（仕上げる、完成させる、終わらせる）、「投げる」（捨てる）、「うるかす」（水に浸して柔らかくする）、「まかす」（液体をこぼす）、「かます」（かき混ぜる）、「-されない」（-してはいけない）、「そうすれば」（それでは、では）、などがある。
高度経済成長時代終了以降は、秋田弁を秋田県の文化として見直そうという動きから秋田弁がメディアで取り上げられることも増えてきた。例えば秋田県出身の芸能人がテレビドラマやラジオ、映画などで秋田弁を使う例がある。1976年上半期にNHKで放送された連続テレビ小説『雲のじゅうたん』では、浅利香津代が秋田弁を用いる秋田出身の役を演じた。『踊る大捜査線』シリーズでは、柳葉敏郎が演じる室井慎次が秋田弁をたびたび用いている。また2003年には伊藤秀志による大きな古時計の秋田弁版「大きな古時計・ZuZuバージョン」が3月31日付けのオリコンシングルチャートで17位を記録し、最終的に20万枚以上を売り上げた。また、秋田県のローカルヒーローとして2005年にデビューした超神ネイガーは登場人物の名前が秋田弁をモチーフとしたものであり、登場人物も秋田弁を話す。このように秋田弁を暖かみのある言葉として見直し、メディアでも積極的に用いる動きが現在は活発である。